# 아즈마카가미

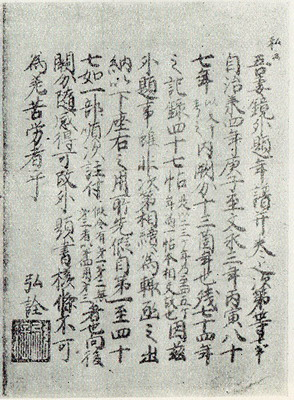
깃카와본(吉川本)《아즈마카가미》서문. 센고쿠 시대의 무장으로 오우치(大內) 집안의 중신이었던 미기타 히로아키(右田弘詮)가 집필한 것이다.

『아즈마카가미』(일본어: 吾妻鏡 혹은 東鑑)는 일본 가마쿠라 시대(鎌倉時代)에 성립된 역사서이다.
가마쿠라 막부(鎌倉幕府)의 초대 쇼군(将軍) 미나모토노 요리토모(源頼朝)로부터 6대 쇼군 무네타카 친왕(宗尊親王)까지 여섯 명의 쇼군의 사적(事蹟)을 일기 형식으로 기록했으며, 시대상으로는 지쇼(治承) 4년(1180년)부터 분에이(文永) 3년(1266년)까지를 다루고 있다. 성립 시기는 가마쿠라 시대 말기인 쇼안(正安) 2년(1300년)경, 편찬자는 막부의 요직을 맡고 있던 여러 관리들로 추정된다. 후세에 편찬된 목록을 통해 일반적으로는 모두 52권(다만 제45권은 누락된 상태다)이었다고 한다.
편찬 당시 막부의 권력자였던 도쿠소케(得宗家) 즉 싯켄 호조 씨(北條氏) 종가측의 입장에서 기술되어 있으며, 어디까지나 편찬 당시에 남아있던 기록이나 전승을 추려 엮은 것이라는 점에 주의해야 하지만, 이를 감안한다면 그 내용은 대체로 정확하며, 가마쿠라 막부의 정치와 물심양면에 걸친 무사의 생활을 연구하는 데 전제가 되는 기본사료이다. 아울러 일본 역사에 있어서 무가 정권이 그 자신들의 역사를 기록한 최초의 기록으로 평가되고 있다.

## 제목에 대하여
흔히 《아즈마카가미》라고 알려져 있는 이 책의 편찬 당시의 제목이 무엇이었는지 정확히 알 길이 없고, 다만 무로마치 시대(室町時代)부터 지금의 통상적인 제목인 '아즈마카가미'(吾妻鏡, 오처경)로 불리기 시작했고, 다른 한자 제목인 '아즈마카가미'(東鑑, 동감)이라는 제목은 에도 시대 초기의 고활자본에서 비롯된 것이다.
아즈마(あずま)라는 단어는 일본에서는 으레 간토 지방을 가리키는 단어로 쓰이며, 《고사기》 및 《일본서기》 게이코기에 등장하는 야마토타케루(日本武尊)의 동쪽 정벌에서 산제물로써 자신의 몸을 바친 아내 오토타치바나 히메(弟橘媛)를 기리며 「내 아내여」(あづまはや, 吾が妻よ)라고 외쳤다는 데서 일본 간토를 가리키는 「아즈마」라는 말이 유래했다고 알려져 있다.
한편 아즈마라는 말은 일본 중앙의 입장에서 ‘변방’이었던 도고쿠를 낮춰 부르는 비칭이었기에 도고쿠 무사들의 입장에서 자신들의 역사서에 자신들을 비하하는 용어를 사용했다고 보기는 어렵고, 1522년 깃카와본 오서(간기)에 나오는 ‘간토 기록(아즈마카가미라고 호칭)’이나 가나자와 문고에 소장된 나가이 사다히데 서장에 나오는 ‘가마쿠라 치기’가 본서의 기술 내용이나 한문체로 보았을 때 제목으로서 더 적합해 보이는 것도 사실이지만, 이미 난보쿠초 시대인 1374년 선승 기도 슈신(義堂周信)이 가마쿠라 구보 아시카가 우지미쓰와 차를 마시며 대화하는 자리에서 “어제 삼가 빌려 본 아즈마카가미 속에 이르기를 ‘우리 일본은 신불(神佛)을 숭경하는 나라’라고 하였는데” 운운한 발언에서 아즈마카가미라는 제목은 이미 난보쿠초 시대에 등장했으며, 13세기 중엽에 막부 주변에서 일본어-한자 혼용 가나문으로 중국 황제의 역사를 기술한 가라카가미(唐鏡)에 대응하여 '아즈마카가미'라는 제목이 사용되었을 가능성도 제기된다.
《아즈마카가미》의 한자 제목인 吾妻鏡은 으레 東鑑으로 쓰기도 한다. 과거의 역사를 현재와 미래 세대를 위한 감계(鑑戒)로써 '가가미'(鏡) 즉 거울에 비유해 보는 것은 중국 고대 이래의 동아시아 전체에 널리 퍼진 역사관으로 한국에서는 고려 시대에 금경록(金鏡錄)이라는 역사책이 존재하였고, 일본에서는 8세기 초 《일본서기》의 편찬 이래 육국사의 서문 등에서 찾아 볼 수 있다. 이 무렵의 상식이 일본적인 표현의 책 이름으로까지 자리를 잡게 되었던 것이다.
한편 정유재란(丁酉再亂) 당시 일본에 포로로 끌려가, 《아즈마카가미》를 직접 읽어볼 기회가 있었던 조선의 선비 강항(姜沆)은 《아즈마카가미》라는 이름을 "나의 잘잘못이 곧 나의 아내에게 나타나므로 나의 아내를 보면 나의 잘잘못을 알 수 있다"는 데에서 그렇게 명명한 것이라고 해석하고 있다.

## 개요
내용은 지쇼 4년(1180년) 4월, 도고쿠(東國)의 겐지들에게 헤이케 타도의 거병을 호소하는 모치히토 왕(以仁王)의 영지(令旨)가 당시 이즈의 호조 저택에 유배되어 있던 요리토모에게 도착하는 것에서 시작하고 있으며, 분에이 3년(1266년) 7월 20일에 가마쿠라에서 쫓겨난 6대 쇼군 무네타카 친왕이 교토에 도착해 쇼군에서 물러나는 데에서 끝맺고 있다. 그 사이에 지쇼ㆍ슈에이의 난과 헤이케 정권의 멸망, 요리토모의 쇼군 임명과 죽음, 조큐의 난을 거쳐 호조 야스토키의 싯켄 정치의 시작, 나아가 13세기 중반인 간겐(寛元) 4년(1246년)의 미야 소동과 이듬해의 호지 갓센(宝治合戦)을 극복한 호조 도키요리(北條時賴)에 의한 호조 종가의 막부 단독 지배의 달성 등을 다루었다. 이러한 무가 정권이나 사회의 움직임을 쇼군의 연대기로서 일기 형식을 취해, 흔히 '아즈마카가미체'(吾妻鏡体)라고도 불리는 화풍한문(和風漢文)으로 기술되고 있다. 수록 범위야 무네타카 친왕의 쇼군직 퇴위까지 다루고 있지만, 편찬 자체는 미완성으로 끝났을 거라는 설이 유력하다.
편찬자의 자세는 편향적인 면이 있으며, 겐지 3대(源氏三代) 즉 초대 쇼군 미나모토노 요리토모에서 3대 쇼군 사네토모(實朝)까지의 겐지 쇼군 3대의 기술에서는 막부의 창립자이기도 한 요리토모에게 경의를 표하면서도 몹시 냉정한 부분도 있는 반면, 호조 도쿠소의 활약에 대해서는 강조한다. 이러한 경향이 호조 야스토키(北条泰時)에 관한 기록에서 현저히 드러난다.
본서 편찬에 참조하기 위해 수집된 문헌은 본서가 편찬된 시기인 가마쿠라 시대 후기(서기 1300년경)에 남아있던 광범위한 문서류였다. 그 중심이 되는 것은 오에(大江)ㆍ미요시(三善)ㆍ니카이도(二階堂) 집안 등 막부를 섬겨온 문필 가문(막부의 기술 관료)에 남아있던 막부의 기록, 역대 문필 관료의 필록 및 일기를 중심으로, 호조 집안의 여러 방계, 인연이 있는 고케닌(御家人)의 집안 전승, 소송의 증거로 막부에 제출된(가짜 문서도 포함된) 서류, 나아가 지샤의 기록에 가능한 경우 《메이게쓰키》(明月記) 등의 문신의 기록들도 참조했다. 이로 인한 잡다한 참조 문헌들의 시대적 비동일성 탓에 기술에서 편찬자의 주관에 토대한 부분이 많고 상당한 범위에 가마쿠라 시대 후기의 인식이 섞여 있다고 보는 것이 무난하고, 또 일부의 경우 분명히 편찬 당시에 곡필 내지 가필된 부분도 있다. 특히 전반의 겐지 3대 쇼군의 기사는 《구칸쇼》(愚管抄)나 《교쿠요》(玉葉) 등 같은 시대 자료들과도 비교 대조해 가며 신중하게 이용된다.
현존하는 《아즈마카가미》는 여러 사본이 존재하는데 가운데 가장 유명한 「호조본」(北條本)의 목록에는 권수가 전52권으로 되어 있고, 제24권까지가 겐지 3대이며 그 중 15권이 요리토모의 것으로, 겐지 3대 이후의 주인공은 쇼군이 아닌 싯켄을 맡았던 호조 도쿠소케(호조 본종가)이다. 다만 권제45는 결락되어 있고 그밖에도 권수조차 알 수 없이 해 단위로 빠져 있는 부분이 모두 12년치나 된다. 그 중 이어지는 3년은 「깃카와본」(吉川本)이나 「시마즈본」(島津本) 등의 사본에는 존재한다. 따라서 원래부터 전52권이 본래 권수는 아니다.
「호조본」의 목록은 대체로 난보쿠초 시대(南北朝時代)에 막부의 중진이었던 가나자와 사다아키(호조 사다아키)의 장서인 가나자와 문고(金沢文庫)에서 확인되며, 이미 이 단계에서 《아즈마카가미》는 흩어지거나 혹은 일부가 결락되어 없어지기 시작했다. 무로마치 시대에 이르면 완본 형태로는 전해지지 못하고, 단편적인 발췌본이나 몇년치가 빠진 채로 전해질 뿐이었다고 한다. 그것을 여러 사람이 따로 따로 수집하면서 정리해 간 것이 현재 알려진 여러 사본들의 내력이다. 편찬 당시의 제목조차도 정확히 무엇이었는지 알 길이 없다. 무로마치 시대부터 지금의 통상적인 제목인 《아즈마카가미》로 불리기 시작했고, 《동감》(東鑑)이라는 제목은 에도 시대 초기의 고활자본에서 비롯된 것이다.

## 연구사의 개요

### 에도 시대의 연구

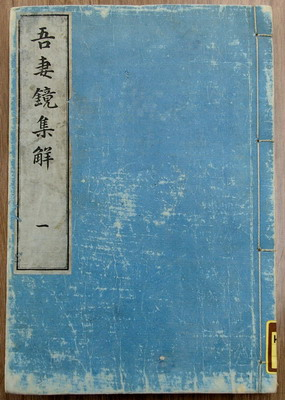
하야시 라잔, 이세 사다타케, 사카키 나가토시, 곤도 모리시게 등이 에도 시대에 행한 연구를 수록한 《아즈마카가미 집해(吾妻鏡集解)》

에도 시대의 《아즈마카가미》 연구로 유명한 것은 하야시 라잔(林羅山, 도슌道春)이며, 도쿠가와 이에야스를 위해 《동경강요》(東鏡綱要) 상하 2권을 작성했다. 또한 구로다 번의 가신에게 써준 《아즈마카가미고》(東鑑考)는 325자의 한문으로 된 단문 속에 정곡을 찌른 해설이 담겨 있다는 평가를 받고 있다.
이 시기에 《아즈마카가미》를 연구한 것은 주로 유학자나 국학자들로서 그 연구 범위는 유직고실이나 무가고실 등의 측면에서 이루어졌다. 《아즈마카가미》에 대한 저술이 있는 이세 사다타케(伊勢貞丈), 사카키 나가토시(榊原長俊), 오오쓰카 요시키(大塚嘉樹)는 에도 시대에 널리 이름을 떨쳤던 유직고실의 대표주자들이다. 교정면에서는 고활자본 간에이판(寬永版)에서 이룬 공적이 오늘날의 일본 국사책에까지 영향을 끼쳤고, 앞에서 말한 학자들은 《아즈마카가미 사전》이라고까지 불릴 수 있는 주석 및 해석을 실시해 난해한 《아즈마카가미》의 이해를 도왔다.
하지만 도쿠가와 미쓰쿠니에 의해 개시된 《대일본사》등에서는 《아즈마카가미》를 채용하면서도 참조 방법은 별로 정확하지 않다.
가장 결정된 저술을 남기고 있는 것은 에도 후기에 막부의 서물봉행(書物奉行)이었던 곤도 모리시게(近藤守重, 쥬조重蔵)이며, 《어본일기속록》(御本日記続録)에서 이에야스가 수집하도록 명했다는 이른바 호조본의 경위나, 그 밖에 당시 알려져 있던 다른 사본에 대한 비교를 실시했다. 이는 오늘날까지도 《아즈마카가미》여러 사본 연구에 중요한 사료로 꼽힌다. 또한 에도 시대의 《노담일언집》에는 요리토모의 죽음에 대한 부분이 《아즈마카가미》에 빠져 있는 것에 대해서, 겐지 후손을 자처했던 이에야스가 "명장에게 누를 끼치는 일"이라며 빼게 했다고 기록되어 있었던 것에 대해, 모리시게는 이에야스가 관여하지 않은 오에이 사본(應永寫本, 구로카와본)에도 요리토모의 죽음에 관한 기사가 없다는(요리토모기의 마지막 3년분이 없음) 것을 들어 "(이에야스가 요리토모의 죽음에 대해 그 기록을 빼도록 시켰다는 말은) 속설이라 믿을 수 없다"고 변증하고 있다.

### 메이지 시대에서 오늘날까지의 연구
근대적인 《아즈마카가미》 연구의 출발은 호시노 히사시(星野恒)가 1889년(메이지 22년) 《사학잡지》창간호에 발표한 '아즈마카가미 고(考)'에서였다. 그가 《아즈마카가미》를 다룬 것은 그때까지 지배적이던 《헤이케 이야기》(平家物語)등을 베이스로 한 역사관에 대한 반증에서였지만, 당시의 국사 편찬을 둘러싸고 호시노나 시게노 야스쓰구(重野安繹)ㆍ구메 구니타케(久米邦武) 등의 학자들과 가와다 쓰요시(川田剛)나 국학계ㆍ미토학계 사가들과의 대립이라는 일본 근대사학 여명기의 시대적 배경도 있고, 호시노의 그것은 《헤이케 이야기》나 《태평기》(太平記)를 모두 부정하면서 《아즈마카가미》는 《교쿠요》나 《메이게쓰기》같은 당시 문신들이 작성한 '리얼타임'의 일기와 같은 레벨로 믿어야 한다는 논조였다.

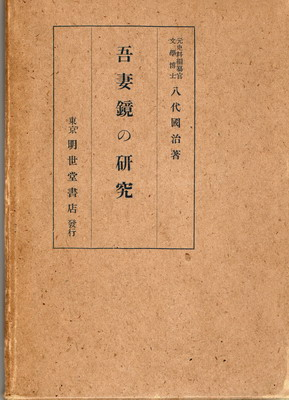
야시로 구니지의 '아즈마카가미의 연구'. 오랫동안 그의 연구는 정설로서 인정되었다.

이로부터 9년 뒤인 1898년(메이지 31년), 20대 후반의 학자 하라 가쓰로(原勝郞)가 《사학잡지》 제9편 5, 6호에 '아즈마카가미의 성질 및 그 사료로서의 가치(吾妻鏡の性質及其史料としての價値)'를 발표해, 역사 연구에 있어 '사료 비판'이 중요함을 강조하며 안일하게 곧이 곧대로 믿어서는 안 된다는 목소리를 높였다. 다이쇼 시대에 들어, 당시 제국대학 사료편찬괘(史料編纂掛, 오늘날의 도쿄 대학 사료편찬소)의 와다 히데마쓰(和田英松)와 야시로 구니지(八代國治) 두 사람의 연구자가 여지껏 알려지지 않았던 깃카와본 등의 여러 사본을 소개하면서, 《아즈마카가미》는 기존의 생각과는 달리 동시대의 기록이 아닌 가마쿠라 막부의 만도코로(政所)나 몬츄쇼(問注所)에 남아있던 기록뿐 아니라 교토의 문신들의 일기류까지 참조하면서 후세에 편찬된 것이며 그 안에는 무수한 잘못이나 곡필이 포함되어 있음을 밝혀냈다. 야시로가 1913년(다이쇼 2년)에 저술한 '아즈마카가미의 연구(吾妻鏡の研究)'는, 이후의 연구의 베이스가 되었다.
이 야시로의 설에 대해서도 패전 뒤인 1960년대 이후, 가사마쓰 히로시(笠松宏至)나 마스다 소오(益田宗) 등에 의해 또다시 반론이 일었다. 마스다나 히라다 도시하루(平田俊春)는 《아즈마카가미》에서 《메이게쓰기》가 이용된 방법이나, 《교쿠요》와 《아즈마카가미》와의 관계에 대한 검증을 진행시킨다. 1980년대 이후 고미 후미히코(五味文彦)가 그러한 지적들을 감안하면서, 《아즈마카가미》의 베이스가 된 일기ㆍ필록의 추론을 실시하는 등 《아즈마카가미》 원자료의 추적 연구를 실시했다. 그것들과 병행해 오늘날까지 전해지는 여러 사본들에 대한 연구도 진행 중이다.

## 편찬 시기에 대해서
메이지 시대의 호시노 히사시는 《아즈마카가미》의 기술 대부분을 일기, 즉 사건이 일어난 시점에서 멀지 않은 시기에 작성된 '리얼 타임'의 기록이라고 풀이했는데, 하라 가쓰로는 그 설에 반대 의견을 피력했다(하지만 그 역시도 나중에는 일기일 것으로 추정했다). 양자의 견해에 대해 와다 히데마쓰는 1912년(다이쇼 원년)에 발표한 「아즈마카가미 고사본고」(吾妻鏡古寫本考)에서 《아즈마카가미》는 모두 후세의 편찬이라며, 편찬 시기는 호조 마사무라ㆍ호조 도키무네가 싯켄과 렌쇼(連署)일 거라고 추정했다.
1913년(다이쇼 2년)에 와다의 동료인 야시로 구니지는 자신의 연구저서 《아즈마카가미의 연구》(吾妻鏡の研究)에서 쇼군기의 첫머리에 있는 다음 세 가지에 주목했다.
- 수서에 나오는 상황의 시호 '고토바인(後鳥羽院)'은 엔오(延應) 원년(1239년) 당초에는 '겐토쿠인(顯德院)'이었다가 닌지(仁治) 3년(1242년) 7월 8일에 '고토바인'이라고 고쳐졌다. 따라서 그 이전의 기술일 리가 없다.
- 제42권의 무네타카 쇼군기의 유서(袖書)에는 고후카쿠사인(後深草院)이 쇼오(正應) 3년(1290년) 2월 11일에 어락식(御落餝, 출가)했다고 했으므로, 《아즈마카가미》가 작성된 것은 그 이후가 된다.
- 또한 고후카쿠사인을 '인(院, 어휘御諱는 후사히토久仁)'라 적고 사후의 시호인 '고후카쿠사인'이라 적지 않은 것은 그것이 고후카쿠사인이 사망한 가겐(嘉元) 2년(1304년) 7월 이전임을 보여준다.

이 점들을 볼 때 《아즈마카가미》의 편찬은 1290년에서 1304년 사이에 이루어졌거나 혹은 무네타카 쇼군의 기록만 1290년 이후에 이루어졌고, 올라가면 닌지 2년(1241년)에서 가겐 2년(1304년) 사이의 어느 시점에서 있었다는 얘기가 된다. 야시로는 이에 대해서 겐지 3대의 쇼군의 기록과 그 이후 3대의 쇼군기에는, 편찬 태도에서 큰 격차가 있다 하여 '편찬 2단계설'을 주장했다. 전반의 편찬연대는 와다와 마찬가지로 겐큐 2년(1205년) 6월 22일조 기사의 말미에 "오늘 미시(未尅)에 상주실(相州室, 이가노카미伊賀守 도모미쓰朝光의 딸)이 남자 아이를 순산하였다.(사쿄조左京兆이다.)"는 기록을 들어 전 3대 쇼군의 기록은 분에이 2년(1265년) 3월 28일부터 동10년(1273년) 5월 18일 사이에 편찬되었다고 보는 것이 옳다고 믿는다고 했다. 그것은 호조 마사무라가 사쿄노곤노다이후(左京權大夫, 사쿄노곤노다이후의 당풍 이름이 사쿄조)로 있던 기간이다. 그리고 후반의 3대 쇼군의 기록에 대해서는 무네타카 쇼군 기록의 수서로부터 쇼오 3년(1290년)부터 가겐 2년(1304년)으로 보았다.
이 설은 오랫동안 정설로 받아들여졌지만, 1960년대 이후 가사마쓰 히로시나 마스다 쇼오에 의해 비판이 제기되었다. 야스다의 편찬 2단계설은 그 근거가 부족하며, 전반 3대 쇼군과 후반 3대 쇼군의 기록은 모두 1290년 이후 1300년경부터 가겐 2년(1304년) 사이라는 것이다. 그 이유는 아래와 같다.
- 《아즈마카가미》 겐큐 2년(1205년) 윤7월 29일조에는 3대 쇼군 미나모토노 사네토모가 고노시로 미치노부(河野四郞通信)에게 주었다는 문서가 실려 있다. 이 문서 자체는 물론 나중에 위조된 것임이 밝혀졌는데, 가사마쓰는 이 위조문서에 대한 검증 논문을 1962년에 발표했다.[7] 야시로도 《아즈마카가미》의 이 기사에 대해, 미시마(三島) 집안에서 소장해 온 이른바 '미시마 문서' 가운데 「간토하지장」(關東下知狀)에 의해 첨입된 기사이고 「간토하지장」 자체가 후대에 작성된 위조문서임을 밝혀냈지만, 가사마쓰는 같은 미시마 문서에 남아있는 쇼안 2년(1300년) 8월 18일자의 「로쿠하라 하지장」(六波羅下知狀)[8]을 근거로 이 위조문서가 에이닌(永仁) 5년(1297년)에 제9대 싯켄 호조 사다토키(北條貞時)가 내렸던 이른바 '에이닌 덕정령'을 근거로 한 소송의 증거자료로 삼기 위해 위조되었음을 밝혔다. 그에 따르면 미시마 오오호리(三嶋大祝) 집안에서는 사네토키가 내린 에이닌 덕정령을 빌미로 자신들이 예전에 잃었던 토지를 되찾으려 했고[주 3], 그러기 위해서는 그 집안이 이미 사네토모 무렵부터 막부의 고케닌이었음을 위증할 필요가 있었다는 것이다. 그렇게 작성된 위조문서가 로쿠하라 단다이(六波羅探題)를 통해 막부에 전달되어 《아즈마카가미》 편찬에 쓰인 것은 「로쿠하라 하지장」이 제작된 쇼안 원년(1299년) 이후가 된다.

- 호조 마사무라가 생에 누렸던 가장 높은 관직인 사쿄노곤노다이후(사쿄조)라는 이름은 사후에도 그대로 고인을 지칭할 때마다 불리는 것이 당연한 통례이며, '이 사람이 바로 사쿄조다' 하는 기록 내의 부연설명만 갖고 그것이 마사무라가 살아 있을 당시에 편찬되었다고 봐야만 할 근거는 없다.[9]

- 《아즈마카가미》에 인용된 자료 가운데 하나인 《메이게쓰기》는 사네토모 쇼군의 기록을 중심으로 모두 17곳(야시로 당시에는 14곳이었다가 나중에 3곳이 추가 확인)에서 이용되고 있다. 그러나 《메이게쓰기》는 가마쿠라 시대에는 사본 같은 것이 존재하지 않았고, 원본도 저자 후지와라노 사다이에(藤原貞家)의 아들 다메이에(爲家), 그리고 그 아들인 레이제이 다메스케(冷泉爲相)로 이어진 뒤에도 교토의 레이제이가를 벗어난 적이 없다. 그 기사가 다메이에의 대에 《아즈마카가미》에 인용되었다고는 볼 수 없으며, 소송을 위해 가마쿠라에도 살면서 훗날 그 딸을 8대 쇼군 히사아키 친왕에게 출가시킬 정도로 막부의 고위 관료와 친밀한 관계를 형성했던 다메스케가 편찬자의 의뢰를 받고 사네토모에 관한 정보를 《메이게쓰기》에서 찾아 필사해서 보냈다고밖에는 생각할 수 없다.

이상의 근거로 야시로의 '편찬 2단계설'은 근거를 잃었고, 1980년대 이후 가사마쓰나 마스다의 설이 지지를 받아 2000년의 고미 후미히코가 지은 「증보 아즈마카가미의 방법」에서도 이를 답습하고 있다.

## 후세의 편찬물과 전승에서의 인용
《아즈마카가미》를 읽을 때, 그것이 '일기'의 형식 즉 마치 현재진행형처럼 쓰여져 있는 것을 보고 덜컥 그것을 진실로 받아들인다던지, 혹은 '곡필'이라 단정하면서도 편찬자가 다 알고 있으면서 정치적 기대나 압력으로 표현을 완곡하게 하거나 아예 감춰버렸다고 생각하기 십상이다. 그러나 가마쿠라 시대 후기의 편찬자들이 모은 원사료들부터가 어떤 의미에서는 옥석혼요 즉 진짜 사실과 사실로 확인되지 않은 소문 내지는 풍문이 뒤섞여 있는 것이었고, 구교들의 일기나 국가 공문서처럼 리얼 타임으로 작성된 사료나 원본이 존재하는 반면 여러 차례 가필을 거쳐 당대가 아닌 후대의 인식이나 선조의 업적을 현창하려는 후손들의 의식이 반영된 것들, 나아가 이야기 같은 기술 등 저마다 성질이 다른 자료들을 '일기'라는 형식으로 정리한 것으로 보는 것이 옳다. 그 가운데에서도 분명히 후세의 편찬물이나 전승에서 채집했다고 여겨지는 실례는 이러하다.

### 기소 요시나카 추토의 선지(宣旨)
지쇼ㆍ슈에이의 난(겐페이 전쟁)에 대해서 《아즈마카가미》에서는 가마쿠라측이 직접 관여한 부분과 그렇지 않은 부분에서 정보의 정확도에 상당한 차이를 보인다. 특히 미나모토노 요시나카(源義仲, 기소 요시나카)의 호쿠리쿠 지방에서의 동향 등에 대한 것은 상당히 오랜 뒤의 교토측 자료를 통해 보충한 것으로 여겨지고 있다.
이를테면 《아즈마카가미》에서는 요와(養和) 원년(1181년) 8월 13일조에 기소 요시나카 추토의 선지가 나왔다고 적었는데, 마찬가지로 가마쿠라 시대 후기에 성립되었을 《햐쿠렌쇼》에도 같은 기술이 있다. 하지만 당시 문신들의 일기, 예를 들면 《교쿠요》의 요와 원년(1181년) 8월 6일조나, 《깃키》(吉記)의 동 15일조, 다음 16일조에는 "시나노 국의 역도"(信乃國逆徒)라고만 적었을 뿐 요시나카의 이름은 없다. 이 단계에서 교토가 주시하고 있던 것은 당시 시나노(信濃)를 침범하고 있던 가이 겐지였고, 요시나카의 이름은 이로부터 2년이 지난 《교쿠요》 주에이 2년(1183년) 5월 16일조에서 처음 보일 뿐이다.
《햐쿠렌쇼》나 《아즈마카가미》의 편자는, 후에 기소 요시나카가 호쿠리쿠에서 교토로 치고 올라간 것을 들어 호쿠리쿠에서의 싸움은 헤이케가 기소 요시나카의 진로를 막기 위해서 벌였을 거라는 예측을 하고 있어, 요시나카 추토의 선지는 그에 따른 편자의 오해였다고 일본의 사학자 우에스기 가즈히코(上杉和彦)는 지적하고 있다. 후세의 입장에서는 헤이케와 맞선 것이 겐지의 미나모토노 요리토모와 기소 요시나카라는 인상이 강했지만, 실제로는 당시의 헤이케 지배에 대해 규슈ㆍ구마노ㆍ오미 등 전국에서 각종 세력이 봉기하고 있어, 단순히 겐지와 헤이케의 양대 대립 구도만은 아니었다고 현대 일본 학계에서는 여겨지고 있다.

### 유력 고케닌의 집안 전승ㆍ가즈사노스케 히로쓰네와 지바 쓰네타네
요리토모는 거병한 직후, 이시바시(石橋) 산의 전투에서 헤이케 군세에 패하고 배로 호소의 아와(安房)로 건너갔는데, 지쇼 4년(1180년) 8월 29일조부터 동년 10월 6일조의 가마쿠라 입성까지, 요리토모 자신의 우필(右筆, 서기관)이었던 후지와라노 구니미치(藤原邦通)도 호조 일족의 식구들도 동행하지 않았다. 이때 많은 무사단을 거느리고 달려와 요리토모를 찾아뵌 뒤, 그 후의 운명에서 빛과 어둠이 분명하게 갈린 두 사람의 유력한 고케닌이 바로 가즈사노스케 히로쓰네(上總介廣常, 가즈사노 히로쓰네)와 그의 동족 지바 쓰네타네(千葉常胤)이다.
가즈사노스케 히로쓰네는 후에 요리토모의 명으로 살해당하는데, 그가 살해당한 이유나 사건의 내막도 《아즈마카가미》는 분명히 서술하고 있지 않고 다만 그는 훗날 살해당할 것을 암시하는 듯한 인물상으로 묘사하고 있다. 대표적인 사례가 지쇼 4년(1180년) 9월 19일조, 가즈사노스케 히로쓰네가 처음 요리토모를 만났을 때의 이야기이다. 여기서 《아즈마카가미》의 찬자는 《쇼몬기》(將門記)의 고사를 빌어 히로쓰네가 상황에 따라서는 요리토모를 토벌하고자 ‘두 마음’을 품고 있었는데, 요리토모의 의연한 태도에 "해치려던 생각을 바꾸고 공손히 대하였다"는 것이다. 히로쓰네의 속생각이 후세의 편찬자에게까지 전해졌다고 보는 것은 부자연스럽다. 또한 이 때 히로쓰네가 거느리고 왔다는 군세도 《아즈마카가미》에는 2만 기로 되어있는 것에 비해 엔쿄본(延慶本) 《헤이케 이야기》에는 1만 기, 《겐페이 투쟁록》(源平鬪諍錄)에는 1천 기로 기록되어 있는 등, 《아즈마카가미》가 숫적으로 가장 과장되게 기록하고 있다.
지바 쓰네타네에 대한 기술은 이와는 대조적이다. 지쇼 4년(1180년) 9월 9일조에서 쓰네타네는 "겐지의 끊어진 자취를 다시 일으킬 분을 만나게 되어 감격의 눈물을 그치지 못하겠습니다" 운운하며 눈물짓는다. 그리고 요리토모가 왜 가마쿠라를 선택했는지에 대한 이야기에 반드시 인용되는 것도 이 때의 지바 쓰네타네의 헌책이다. 하지만 쓰네타네에게 있어 요리토모의 아버지인 미나모토노 요시토모(源義朝)는 꼭 그렇게까지 '은혜'를 느낄 상대가 아님을 그가 근무했던 소마노 미쿠리야(相馬御厨)와 관련된 고문서에서 확인할 수 있다.
지바 쓰네타네의 일족, 그리고 가즈사노스케 히로쓰네가 요리토모에 가담한 것은 《아즈마카가미》의 말처럼 두 사람의 집안이 여러 대에 걸쳐 겐지의 노토(郎等, 가신)였기 때문이 아니라, 당시 가즈사노스케였던 헤이케의 게닌(家人) 후지와라노 다다키요(藤原忠淸, 이토 다다키요)나 헤이케와 연계된 시모우사 후지와라 씨(下總藤原氏), 히타치 사타케 씨(常陸佐竹氏) 등의 집안으로부터 지속적으로 받아온 압박을 요리토모의 권위를 등에 업고 막아보려는, 그렇게 함으로써 앞서 그들에게 빼앗긴 영지를 되찾기 위한 목숨을 건 도박이었다고 해석되고 있다. 이는 간토에서 요리토모 앞에 몰려와 참배한 다른 유력한 영주들도 마찬가지였다.
겐큐 3년(1192년) 8월 5일조에는, 세이이다이쇼군이 된 요리토모가 설치한 막부의 만도코로(政所)에서 지금까지 요리토모가 고케닌들에게 내려주었던 안도장(安堵狀)을 회수하여 만도코로에서 발급한 새 하문을 주기로 했는데, 이때 지바 쓰네타네는 그가 세운 공적에 맞춰 특별히 요리토모의 수결이 들어간 하문을 받았다고 하며, 지바 쓰네타네를 현창하는 그 하문의 내용이 실려 있다. 《아즈마카가미》에 기재되지는 않았지만 다른 고케닌인 오야마 도모마사(小山朝政)도 특별히 요리토모의 수결이 들어간 하문을 받았는데 그 실물은 현대에 남아 전하고 있다. 실물로 남아 있는 것이 매우 간결한 안도장으로 보이는 것에 비해, 《아즈마카가미》에 실린 쓰네타네의 것은 문장투가 하문으로 보기에는 이상한 부분이 있다.
이상의 사실들을 맞춰볼 때 이 기간에 있었던 일을 상세하게 전하고 있던 지바 가문이 그들의 선조인 쓰네타네를 찬양하는 내용의 집안 전승을 자료로서 제출했을 가능성이 높고, 그것을 바탕으로 《아즈마카가미》의 '요리토모 거병기' 같은 형태로 그 원형이 완성되었을 가능성도 지적되고 있다. 덧붙여 지바 가문 말고도 이전에 요리토모를 따랐던 것은 미우라(三浦) 일족으로, 후에 미우라 일족을 멸망시킨 호지 합전에서 호조 집안에 가담해 살아 남은 사와라 미우라 씨(佐原三浦氏)의 선조 사와라 요시쓰라(佐原義連)를 찬양하는 내용의 기사도, 가즈사노스케 히로쓰네와 관련해 지쇼 5년(1181년) 6월 19일조 등에서 볼 수 있다.

### 슈고와 지토의 설치
막부의 고케닌이자 참모였던 오에노 히로모토에 관해 지금까지 가장 주목받아 온 것은 분지 원년(1185년) 11월 12일조에, 히로모토가 슈고ㆍ지토 등의 설치를 요리토모에게 헌책했다는 기록이다. 이전에는 이것이 슈고ㆍ지토 제도의 시초로 여겨졌다. 그리고 동년 11월 28일조에는 호조 도키마사가 그 슈고ㆍ지토의 설치를 교토 조정에 요구했다고 되어 있다. 그러나 같은 사실을 적은 구조 가네자네의 일기 《교쿠요》에는 슈고니 지토니 하는 용어는 기록하지 않았다.
1960년에 일본의 사학자 이시모다 쇼는 「가마쿠라 막부 1국 지토직의 성립」 등에서 이 문제에 대해 날카롭게 파헤쳤는데, 그는 '여러 구니마다 똑같이 슈고와 지토를 임명'이라는 말이 가마쿠라 후기에 이르러서 다른 사료에서 비슷하게 등장하는 점을 지적하고 이것이 막부의 독자적인 기록에 의한 것이 아니라 가마쿠라 후기의 일반적인 통설에 근거한 작문이 아닐까 하고 지적했다. 이시모다의 분석을 시작으로 일본 학계에서는 슈고ㆍ지토의 발생 및 그 위치 설정에 대한 활발한 논의가 거듭 일어났는데 이러한 슈고ㆍ지토의 설치 시기는 '구니지토제'로서 슈고 제도의 전단층으로 해석되고 있다.

### 호조 도키요리의 유갈(遺曷)
호조 도키요리에 대한 야시로 쿠니지의 지적은 고초(弘長) 3년(1263년) 11월 22일조의 도키요리 사망 기술에서이다. 도키요리 죽음에 대해 '송하여 이른다[頌云]' 뒤로 이어지는 '業鏡高懸, 三十七年, 一槌擊碎, 大道坦然'은, 《증집속전등록묘감》(增集續傳燈錄妙堪)에 있는 유갈에서 연령만 도키요리의 것으로 바꾸었을 뿐이라는 것이다. 야시로는 이를 편찬자의 '무문윤식(舞文潤飾)'이라고 단정한다.
호조 도키요리의 유갈은 《아즈마카가미》와 그리 관계가 없어 보이는 《가마쿠라 연대기》에도 도키요리의 유갈이라 해서 《아즈마카가미》와 같은 《묘감》을 베낀 것을 싣고 있는데, 이에 대해 마스다 소오는 도키요리가 죽은 홍장 3년부터, 아즈마카가미, 의 편찬 시기까지는 대략 340년의 시차가 있고, 항간에 만들어져 도키요리의 유갈로 전해지고 있던(실제로는 《묘감》의 내용을 베낀) 것을 편찬자가 그대로 본문에 채용한 것이 아닐까 추정하고 있다.

## 아즈마카가미의 곡필과 현창
《아즈마카가미》에 싯켄 호조 씨 본종가(도쿠소) 현창과 그에 따른 곡필이 파다한 것은 이미 에도 시대부터 지적되어왔다. 대표적으로 에도 후기의 국학자 오오쓰카 요시키(大塚嘉樹)는 저서 《동감별주》(東鑑別注)에서, 분지 2년(1186년) 4월 8일조의 시즈카 고젠(靜御前)에게 쓰루가오카 하치만구(鶴岡八幡宮)에서 무용을 시켰을 때의 기사, 분지 5년(1189년) 4월 18일조의 호조 도키후사(北條時房, 당초에는 도키쓰나時連)의 원복 기사, 겐큐 3년(1192년) 5월 28일조의 호조 야스토키의 기사 등을 가리켜 《아즈마카가미》편찬자에 의한 호조씨 현창을 위한 곡필로 단정했다. 또 도사의 미야지 나카지(宮地仲枝)는 《아즈마카가미 고(考)》에서 겐닌 원년(1201년) 10월 6일조 기술에 대해서 지적하고 있다.

### 아즈마카가미의 곡필
그 중 호조 도키마사 혹은 요시토키의 행동을 정당화하기 위한 곡필로서 대표적인 두 가지 사례를 소개한다.

#### 미나모토노 요리이에
《아즈마카가미》에서 곡필이 가장 심한 것이 요리이에 쇼군기(賴家將軍記)이다. 미나모토노 요리토모의 직계 겐지 쇼군이 3대로 끝나버린 것은 이런 못난 아들이 있었기 때문이라는 것이 통설이지만, 실제로도 그랬다는 증거는 아무 것도 없으며 곡필이라고 의심되는 부분이 숱하다.
확실한 곡필 사례는 요리이에의 최후를 다룬 대목이다. 요리이에가 쇼군의 자리를 내놓은 것은 《아즈마카가미》에 의하면 겐닌 3년(1203년) 9월 2일의 히키 요시카즈(比企能員)의 변 직후, 7일의 출가에 의해서이며, 9월 10일에 동생 사네토모(實朝)가 쇼군직을 이어받기로 결정되었다고 했다. 그리고 이듬해 7월 19일에 요리이에는 암살되었다.
그러나 겐닌 3년(1203년) 9월 1일에 요리이에가 병사했다는 소식을 교토에 전하러 보낸 가마쿠라의 사자가 다시 엿새 뒤인 9월 7일 이른 아침에 교토의 조정에 도착해 사네토모를 차기 세이이다이쇼군으로 임명해줄 것을 요청하고 있음을 고노에 이에자네(近衛家實)의 일기 《이노쿠마간파쿠기》(猪隅關白記)나 후지와라노 사다이에의 일기 《메이게쓰기》, 가잔 겐지(花山源氏)의 동족인 시라카와 하쿠오케(白川伯王家)의 나리스케 왕(業資王)의 일기 《나리스케오키》(業資王記) 등에서 확인할 수 있다. 《아즈마카가미》에 의하면 요리이에가 죽기는커녕 아직 출가도 하지 않은 시점임에도 불구하고 말이다.
이 당시의 가마쿠라와 교토 사이의 거리는 보통 2주간, 빨라도 1주가 걸렸고, 빠른 말을 이용해도 9월 1일이나 2일에는 가마쿠라를 출발해 있어야 한다. 가마쿠라의 사자가 9월 2일에 가마쿠라를 출발했다 해도 히키 요시카즈의 변은 그날 저녁 무렵에 일어난 사건이며, 요리이에의 쇼군직 폐위는 이미 예정되어 있었다고 볼 수밖에 없는 것이다.

#### 하타케야마 시게타다
《아즈마카가미》는 하타케야마 시게타다의 난에서 덕망이 두텁던 하타케야마 시게타다를 쫓아버린 인물은 호조 도키마사의 후처로서 악명높던 마키 마님(牧の方)이며, 호조 요시토키는 시게타다 모살에 반대하여 아버지 도키마사에게 열변을 토하고 있다.(겐큐 2년 6월 21일조) 이는 그 뒤 호조 마사코와 호조 요시토키가 아버지 도키마사를 거의 강제로 출가시켜 추방하게 되는 '배덕'을 정당화하는 복선이 되고 있다. 사학자 하라 가쓰로는 이것을 평가해 "그 해 윤7월의 사변(도키마사가 강제적으로 출가하여 이즈로 추방된 사건)에 즈음해서의 두 사람의 태도를 생각한다면, '처음에는 처녀처럼 굴다 마지막에 와서 탈토한다'는 격이니 괴이하기 그지없다."며, 이러한 모순에 대해 "《아즈마카가미》의 편자가 요시토키를 너무도 감싸고 싶어한 나머지 곡필에 이른 것"이라고 말하고 있다.

### 호조 종가에 대한 현창
앞의 두 사례는 호조씨 종가인 도쿠소케(得宗家)의 행동을 정당화하기 위한 색조가 강하지만, 뒤이어 소개될 내용은 현창의 대표적인 사례, 즉 초대 싯켄 도키마사부터 3대 싯켄 야스토키(泰時), 5대 싯켄 도키요리(時賴) 세 명에 대한 것으로, 현창을 위한 노골적인 곡필이기도 하다.

#### 호조 도키마사와 분지 2년 5월 6일의 인센
분지(文治) 원년(1185년) 11월 25일부터 이듬해(1186년) 3월 27일경까지, 호조 도키마사는 요리토모에게 쫓겨난 요시쓰네 대신 요리토모의 대관(代官)으로서 교토에 있었다. 또한 분지 3년(1187년)까지, 조정이 있는 교토와 가마쿠라 사이에 긴박한 정치 절충이 이루어지고 있었고 이 시기에 대관으로서 도키마사가 인에 올린 상주나 인젠(院宣), 요리토모가 구교에게 보낸 편지 등이 《아즈마카가미》에는 상당히 많이 실려 있다.
인젠 중에는 고시라카와인이 호조 도키마사를 몹시 칭찬하는 문장이 끼어 있는데, 《아즈마카가미》 분지 2년 5월 13일조에 수록된 5월 6일자 인센이 바로 그것이다. 이 도키마사를 현창한 문구를 떼고 읽어보면 문의가 매우 뚜렷한 인젠의 문장이 되는데, 일본의 사학자 류후쿠 요시토모(龍福義友)는 이를 "도키마사 현창을 위한 날조"라고 추정한다. 그렇지 않으면 관련 분지 2년 5월 20일조에 실린, 요리토모가 인에 상주했다는 취지 전반이 《아즈마카가미》 편찬자에 의해 상상으로 보충된 내용이라는 것인데, 이에 대해서는 물적 증거가 있다. 그 해 4월 20일에 요리토모가 인에 올렸던 상주문의 실물이 구조 집안의 고문서에서 발견되었는데, 《아즈마카가미》의 기술과 비교할 때 테마는 거의 같지만 주장하고 있는 내용은 완전히 다르다. 이러한 점으로 미루어 그 해 5월 6일의 인센에서 말한 "지난 달 20일의 소식"이란 원래는 존재하지 않았으며 그것을 언급하지 않을 경우 이야기가 연결되지 않으므로 편찬자가 상상으로 보충(내지 위조)한 것이라는 것이다.
이 시기는 가마쿠라 막부의 성격을 결정하는 매우 중요한 시기이며 《아즈마카가미》는 여기에 가장 필요한 중요사료지만, 그 내용에는 이상과 같은 예도 혼재하고 있으므로 매우 주의깊게 읽지 않으면 안 될 것이다.

#### 호조 야스토키와 조지 2년 4월 8일조
3대 싯켄 호조 야스토키를 현창하기 위한 내용으로서 가장 상징적인 것이 《아즈마카가미》 조지(正治) 2년(1200년) 4월 8일조의 내용이다. 당시 뇨인(女院)의 덴조비토(殿上人)였던 와카사노젠시(若狹前司) 야스스에(保季, 후지와라노 야스스에)가 막부의 고케닌의 노토의 아내와 대낮에 밀통하고 있었는데, 남편이 로쿠하라에서 돌아왔다. 화가 난 그 무사가 칼을 빼들고 야스스에를 쫓아가 베어 죽였다. 그 노토는 곧 잡혔고, 그를 어떻게 재판해야 좋을지에 대한 로쿠하라로부터의 빠른 말을 통한 질의에 호조 야스토키는 오에노 히로모토에게 의견을 구한 뒤, "노토의 몸으로 여러 인노미야(院宮)에 승전(昇殿)이 허락된 자를 죽인 것은 무사의 본분을 저버린 행위다. 그것도 대낮에 길거리에서 그러했다는 것은 당치도 않은 일. 즉시 엄벌에 처해야 할 것이다"라고 했다고 전하고 있다. 하지만 이 기술은 사실 후지와라노 사다이에의 일기인 《메이게쓰기》 동년 3월 29일조에 기록되어 있는 것인데, 야스토키가 했다는 말도 실은 후지와라노 사다이에가 이 사건에 대해 분개하며 적은 감상을 《아즈마카가미》의 찬자가 마치 야스토키가 그렇게 말한 것인양 베껴다 훔쳐적은 것이다.
또한 1203년 10월 6일조는 야스토키가 기근이 들자 자신의 영지 이즈 국 호조에 “백성의 근심을 구제하고자 말채찍을 들어 달려갔”으며 그가 백성의 곤경을 구제하고 술과 쌀을 하사하니 백성들이 “각자가 기뻐하거나 또는 눈물을 흘리며 나가 모두 손을 모아 어자손(호조 씨 자손)의 번영을 기원했다”고 하고, 1230년 6월 16일조에서 야스토키가 당시 기록적인 천재지변과 흉작에 “전전긍긍하여 선을 드높이고 악을 멀리하며 자신을 잊고 세상을 구하고자” ‘덕정’을 적극 펼친 것을 강조하고 있다. 3대 싯켄 야스토키의 덕정과 무민을 상찬하며 그걸 호조 씨의 번영과 연결시키는 것이다.

#### 호조 도키요리와 닌지 2년 11월 29일조
닌지 2년(1241년) 11월 29일조와 30일조에는 이렇게 쓰여져 있다. 막부의 유력 고케닌이었던 미우라씨와 고야마씨 사이에 사소한 문제가 싸움으로까지 번지게 되자, 호조 쓰네토키는 이 사건에 일단 더 명분이 있는 미우라씨를 돕고자 부하를 무장시켜 보냈다. 그에 대해 쓰네토키의 남동생이던 도키요리는 그저 술판에서 벌어진 사소한 싸움 정도로 여겨 관망하고 있었다. 두 사람의 할아버지인 야스토키는 이를 듣고 "두 사람 모두 장래 싯켄이 될 사람인데" 형 쓰네토키가 어느 한쪽 편을 든 것에 대해 경솔한 짓이라며 책망하고, 동생 도키요리에게는 침착하다며 칭찬한 뒤 영지까지 내려 주었다는 것이다. 이때 도키요리의 나이 15세였다. 그 뒤 형 호조 쓰네토키는 할아버지의 뒤를 이어 19세에 4대 싯켄이 되지만, 4년 뒤 동생 도키요리에게 싯켄 자리를 넘겨주고 출가, 그 직후 사망한다. 그리고 《아즈마카가미》는 원래 도키요리가 더 우수했으며 야스토키의 안목이 정확했다고 지적하고 있다.
도키요리가 사망한 1263년 11월 26일자 기록에서는 “평생 동안 무략을 가지고 주군을 보좌하고 인의를 펼쳐 백성을 위무하였으니, 하늘의 뜻에 다다르고 사람들의 바람에 부합하였다. 임종 때에는 손으로 수인을 맺고 입으로는 게송을 부르며 즉신성불의 상서로운 모습을 드러냈다. 원래가 권화(불보살이 사람들을 구제하고자 나타난 현세의 모습)의 재림이었으니 누가 이를 쟁론하겠는가? 도속과 귀천이 무리를 이루어 이를 받들었다.”고 칭송하고 이어 도키요리를 추모하여 출가한 사람들의 이름을 적고 있다. 이는 도키요리가 정치가로써 선정을 행했으며 불도 수행자로써 최고 경지에 올랐다는 극치의 찬사이다. 이는 미우라 씨 등 막부의 유력 고케닌들을 잇달아 제거하며 도쿠소 전제의 기틀을 닦았던 도키요리의 ‘공포정치’의 실상과는 달리 그를 지극히 이상적인 존재로 현양하려는 확고한 의도에서 나온 것이다.

## 아즈마카가미의 원사료
《아즈마카가미》의 원자료의 전체상에 대한 괄목할 만한 연구 성과는 다이쇼 시대의 야시로 구니지와 근년의 고미 후미히코에 의해 나왔다. 고미 후미히코는 《아즈마카가미》의 원사료로서 3개의 유형, 즉 막부 사무관료의 일기 및 필록ㆍ훗날에 막부에 제출된 문서ㆍ막부 중추기관에 보관된 공문서를 들었는데, 지면상 여기서는 '훗날에 막부에 제출된 문서'와 '막부 중추기관에 보관된 공문서'에 교토쪽 계열의 기록을 먼저 추가설명하고, 마지막으로 쇼군기마다 인용된 '막부 사무관료의 일기 및 필록'을 살펴볼 것이다.

### 훗날에 막부에 제출된 문서
이것은 막부의 지토나 고케닌, 지샤 등에서 영지 관련 소송의 증거나 유서로서 제출한 것으로 보이는 문서인데, 소송에서 증거로 채택되었을 이들 문서 중에는 명백히 '위조'로 보이는 것들이 많이 섞여 있다. 대표적으로 겐큐 2년(1205년) 윤7월 29일조에 수록된 3대 쇼군 미나모토노 사네토모가 가와노 미치노부에게 주었다는 문서인데, 《아즈마카가미》에서 인용한 이들 문서 가운데 막부 내부에서 보관한 것은 실제로는 얼마 되지 않으며 후세에 지토나 고케닌들로부터 제출된 서류에서 채록한 것이 대부분일 것으로 여겨진다.(유력 고케닌의 전승 항목에서 소개했던 겐큐 3년 8월 5일조 같은)

### 막부 중추기관에 보관된 공문서
위의 사례와는 달리 공문서류의 경우 만도코로 같은 막부의 중추기관이 되는 관공서에서 보관하고 있던 것도 있었는데, 그 문장을 쓴 사무관료의 초안 내지는 도쿠소 종가 내부에서의 협의를 거쳐 나온 결정이 만도코로나 몬쥬쇼(問注所)의 집사의 집에 전해지게 되었고 이것이 훗날 《아즈마카가미》의 편찬시에 이용되었을 것으로 여겨진다. 《아즈마카가미》 간기 4년(1232년) 12월 5일조에는 호조 야스토키가 "여기저기 흩어져 있는" 오에노 히로모토 시대의 기록을 모으게 했고 이것을 히로모토의 손자 나가이 야스히데(長井泰秀)에 보냈다는 기록이 있는데, 그 기사 자체가 나가이 야스히데의 집에 보관되고 있던 기록이 《아즈마카가미》에 이용되었을 가능성을 시사하고 있다.(요리토모쇼군기에 많이 보이는 조정으로부터의 인센 등도 포함되어 있었을 것). 분지 원년 12월 6일조에 보이는 '원주의 절지장(折紙狀)'은 교토의 구교인 구조 사다자네의 일기 《교쿠요》에서 얻은 정보라는 주장도 있었지만, 히라타 토시하루는 이것을 상세하게 검토한 끝에, 막부의 만도코로를 거친 초고에 의한 것이라고 주장했고 이는 오늘날 정설로 여겨지고 있다.

### 교토쪽 기록
다이쇼 시대 초기의 야시로 구니지는 《아즈마카가미》와 여러 사료와의 맞대응을 통해 《아즈마카가미》의 원사료 가운데는 교토 구교의 일기를 비롯한 교토측 사료가 많이 포함되어 있음을 찾아냈다. 그리고 《아즈마카가미》의 해당 부분과 원사료에 해당하는 부분을 대조한 총 29곳을 구체적으로 소개했는데, 자료 인용이 가장 많은 것이 후지와라노 사다이에의 《메이게쓰기》(총14곳)인데, 이 점을 들어 야시로는 《아즈마카가미》가 일기 형식을 취하고 있는 명백한 후세의 편찬물이라고 단정했다.
야시로 구니지가 지적한 문헌들과의 관계에 대해서는, 앞서 접한 대로 《교쿠요》에 대해서는 부정되었고, 또 고미 후미히코는 《헤이케 이야기》나 《죠큐기》, 그리고 히라타 도시하루가 전쟁 전에 주장했던 《육대승사기》(六代勝事記)도 사용된 형적은 없고, 다만 이들 사료를 원전으로 한 다른 사료를 이용한 것이 아닐까 하는 주장을 내놓았다. 다소 수정된 점은 있지만 《메이게쓰기》 외에도 《금괴단가집》에서의 인용 등은 확실히 확인되었으며, 후에 사토 신이치는 《아스카이 노리사다기》(飛鳥井敎定記)도 원사료의 하나로 포함시켰다. 고미 후미히코는 《짓킨쇼(十訓抄)》등도 니카이도 유키미쓰(二階堂行光)의 현창 기사에 이용되었을 가능성이 있다고 지적한다.

### 막부 사무관료의 일기 및 필록
마지막으로 가장 중요한, 《아즈마카가미》 전체의 기본 베이스라고 할 수 있는 원사료, 막부 사무관료의 일기 및 필록을 각 쇼군기의 특징과 합쳐 살펴보면 다음과 같다.

#### 요리토모 쇼군기
베이스가 되는 원사료의 종류나 저자를 추정하기 가장 곤란한 시기가, 정확히 겐페이 전쟁 시대(1180년부터 1184년경)이다. 서사성이 강해 '사료'라기보다도 거의 '문학'이라고 부를 수도 있는, 그런 만큼 원사료의 모습을 찾기 가장 어려운 부분이기도 하다. 이 시대 전반에 걸쳐 몇몇 고케닌의 집안에 전해지는 문서나 가전 같은 것, 경우에 따라서는 '요리토모 거병기(擧兵記)'라고 부르는 이미 완성된 이야기 등이 상당수 이용되었을 것으로 추정하고 있다. 거병 당시부터 요리토모를 섬겼던 서사(서기관)로는 후지와라노 쿠니미치가 알려져 있지만, 1184년경부터는 후지와라노 도시카네(藤原俊兼)ㆍ니카이도 유키마사(二階堂行政)ㆍ오에노 히로모토(大江廣元)ㆍ미요시 야스노부(三善康信) 등, 조정을 섬기던 중ㆍ하급 실무 관료가 잇달아 가마쿠라로 내려와 훗날 만도코로의 전신이 되는 구몬쇼나 몬쥬쇼에서 일하게 된다. 그들 중에서도 특히 오슈 전투에서 군부교(軍奉行)을 맡기도 했던 니카이도 유키마사의 필록이 베이스가 되었을 것으로 고미 후미히코는 추정한다.

#### 요리이에ㆍ사네토모 쇼군기
니카이도 유키마사의 아들로 만도코로의 초대 집사가 된 니카이도 유키미쓰의 필록을 토대로(라고는 하지만 간신히 흔적을 확인할 수 있는 정도의 범위) 미요시 야스노부나 와다(和田) 전투의 군부교를 맡았던 니카이도 유키무라(二階堂行村)의 기록에서 끌어다 보충한 것으로 생각된다. 이 요리이에ㆍ사네토모쇼군기의 시기는 호조씨의 행동을 정당화 내지는 현창하기 위한 곡필이 상당히 많으며, 《메이게쓰기》가 인용되고 있는 것도 이 시대에서의 부분이다.

#### 후지와라노 요리쓰네ㆍ요리쓰구 쇼군기
'문학'이라고까지 부를 만큼 재미있었던 겐지 3대 쇼군기에 비해 그 문장은 크게 달라져서 대부분 의식에 관련된 기사나 천변지이, 제례ㆍ기도에 관한 기사가 차지하고 있다. 야시로 구니지는 "서사는 평범해지고 문장도 유창하지 않고, 일기를 읽는 것처럼 무미건조하여 흥미가 떨어진다"고 이를 평한다. 하라 가쓰로는 겐랴쿠 전후보다 엔오의 전후(1210년에서 1240년 전후)까지, 그러니까 일반적으로 말하는 '비구니 쇼군(호조 마사코)'의 시대부터 쇼군 구조 요리쓰네(九條賴經)의 대, 싯켄 호조 야스토키의 시대까지는 많은 사람들의 필록을 토대로 한 명이 편찬한 것처럼 보이며 겐지 3대 쇼군기에 비하면 신빙성이 높다고 한다. 그리고 엔오 연간 즉 후지와라노 요리쓰구(藤原賴嗣) 쇼군기 이후는 필록 그대로일 거라고 추정했다. 훗날 이는 부정되었지만 원자료가 비교적 온전한 형태로 남아 있는 것은 확실하다. 이 시기를 서술하는 기본 토대가 된 필록에 대해 고미 후미히코는 나카하라 모로카즈(中原師員)처럼 은상봉행(恩賞奉行, 은택봉행)으로 조큐의 난에서 군부교를 맡았던 고토 모토쓰나(後藤基綱)의 것이 중심이 된다고 주장했다.

#### 무나카타 친왕 쇼군기
야시로 구니지나 하라 가쓰로가 지적한 '문장 및 내용의 시시함'이 극에 달한 시기다. 하지만 '사실'의 기록으로서는 신뢰도가 높다고 할 수 있다. 고미 후미히코는 이 부분은 고쇼부교(御所奉行)의 필록을 중심으로 하고 있으며, 고초(弘長) 3년(1263년) 7월 5일까지는 니카이도 유키카타(二階堂行方), 그 다음은 고쇼부교를 이어받은 나카하라 모로쓰라(中原師連)의 기록이 중심이 되었을 것으로 추정하고 있다.

## 아즈마카가미의 편찬자
직접적인 편찬자에 대해, 야시로 구니지는 만도코로와 몬쥬쇼의 집사를 지냈던 미요시 야스노부(三善康信)의 자손인 오오타(大田)ㆍ마치노(町野) 집안과, 오에노 히로모토(大江廣元)의 자손인 모리(毛利)ㆍ나가이(長井) 집안, 니카이도 유키마사(二階堂行政)의 자손들이 아닐까 추정하였다.

### 몬쥬쇼와 미요시 야스노부의 자손
야시로 구니지는 《아즈마카가미》, 그리고 그 원사료가 된 《메이게쓰키》 사이의 대조를 통해, 겐랴쿠 원년(1211년) 11월 4일조 《아즈마카가미》 기사가 《메이게쓰키》 동년 10월 23일조 기사를 축약한 것임을 발견했다. 나아가 이듬해(1212년) 7월 8일조 기사도 《메이게쓰키》 동년 7월 27일조에 비슷한 내용이 있다. 야시로 구니지는 이 두 건의 《메이게쓰키》기사에 실린 사건에 대한 저자의 평이 《아즈마카가미》에서는 미요시 야스노부의 평가 또는 헌책으로 위장되고 있어, 미요시 집안의 자손인 마치노ㆍ오오타씨가 《아즈마카가미》 편찬의 중심에 있었던 것이 아닐까 추측한 것이다.
또한 3대 쇼군 미나모토노 사네토모가 고노 미치노부에게 주었다는 어교서 기사는 에이닌(永仁) 5년(1297년) 에이닌 덕정령(永仁の徳政令)에 관한 위조 문서를 토대로 작성된 것이라는 점은 앞에서 언급하였는데, 그 겐큐(元久) 2년(1205년) 윤7월 29일조에도 「요시노부가 받들어 행한다」(善信奉行す)고 되어 있다. 원본이 되는 위조 문서가 작성되고부터 편찬 추정 연대까지의 시간대는 매우 짧으며, 편찬자 이외의 창작이 들어갈 여지가 없다는 점에서 미요시 씨의 자손이 편찬자의 한 사람일 가능성이 확실시되고 있다.

### 만도코로와 오에노 히로모토ㆍ니카이도 유키마사의 자손
원본을 오에노 히로모토의 필록에서 베꼈거나 혹은 원본을 축약했다고 여겨지는 조겐 3년(1209년) 10월 15일조와 겐포 2년(1214년) 5월 7일조, 유키마사의 필록에서 옮겨온 것으로 보이는 분지 2년(1186년) 10월 3일조 등이 꼽힌다. 의도적인 현창 부분도 확실히 볼 수 있는데 예를 들면 오에노 히로모토의 경우 위에서 언급한 슈고ㆍ지토 설치에 대한 헌책 등이 그것이다. 다만 이미 보았던 대로 이는 오에노 히로모토를 현창하기 위한 기사이긴 하지만 편찬자에 의한 곡필이라 단언할 수는 없다. 따라서 현창 기사의 존재만으로 히로모토의 자손이 편찬에 관여했다고 단언할 수는 없지만, 앞서 본 것처럼 싯켄 호조 야스토키가 오에노 히로모토 시대의 기록을 히로모토의 손자 나가이 야스히데(長井泰秀)에게 보냈다는 기사가 있어, 나가이씨 집안에 전해진 기록이 《아즈마카가미》편찬에 이용되었을 것이라고 본 것은 이미 일본에서는 다이쇼 시대부터 와다 히데마쓰ㆍ야시로 구니지등에 의해서 지적되고 있다.
니카이도 유키마사의 자손의 경우, 아들 니카이도 유키미쓰(二階堂行光)의 현창 기사로 겐큐 원년(1204년) 9월 15일조에서 유키미쓰가 시라카와인의 고사를 들었던 부분에서, 유키미쓰가 말한 고사는 《짓킨쇼》(十訓抄) 1권의 24화에 있는 것과 같음을 고미 후미히코는 지적한다. 기사 그 자체가 부록의 창작일 가능성도 있다. 다만 고미 후미히코도 인정하는 대로 《짓킨쇼》의 편자처럼 유키미쓰도 그 고사를 알고 있었을지도 모르므로 단정할 수는 없다. 또 《금괴화가집》에서 채록한 것으로 보이는 부분으로는 야시로 구니지가 지적한 겐포 원년(1213년) 12월 19일조와 20일조가 있는데 니카이도 유키미쓰와 3대 쇼군 미나모토노 사네토모의 와카 교환에서 쇼군 사네토모가 "재삼 감탄스럽다"(再三御感に及ぶ)라고 하는 부분 이하의 내용이다. 물론 이 기사를 《아즈마카가미》에 삽입한 것에 유키미쓰를 현창하기 위한 의도가 있다고 지적되고는 있으나, 실제 사실과는 전혀 다른 사실을 억지로 만들어낸 정도의 곡필까지는 아니며 미요시 야스노부의 경우와 비교하면 매우 점잖은 것이라고 할 수 있다. 그렇다 해도 니카이도 집안에서 《아즈마카가미》 기사의 원사료로 여겨지는 필록의 저자가 다수 나타나는 것을 감안할 때 니카이도 집안의 의사가 《아즈마카가미》편찬에 관여한 정도는 농후한 것으로 여겨진다.

### 고미 후미히코의 연구와 편찬자 추정
고미 후미히코는 1989년에 저술한 「아즈마카가미의 방법(吾妻鏡の方法)」의 한 장인 '아즈마카가미, 의 구성과 원사료'에서, 《아즈마카가미》의 베이스가 되는 필록에 니카이도 유키마사·유키미쓰 부자와, 니카이도 유키무라(二階堂行村), 고토 모토쓰나(後藤基綱), 나카하라 모로카즈(中原師員)ㆍ모로쓰라(師連) 부자, 니카이도 유키카타를 들었다. 그리고 2000년의 「증보(增補) 아즈마카가미의 방법」에서는 이 두 가지의 지적을 덧붙였다.
1. 의도적인 현창 - 실무 관료(문필가 집안)으로는 앞서 말한 대로 미요시 야스노부, 미요시 야스쓰라, 니카이도 유키미쓰, 오에노 히로모토이다. 그 이외에는 도쿠소케를 제외하면 호조 도키후사, 다이라노 모리쓰나(平盛綱), 호조 사네토키 등이다.
2. 탄생 기사 - 도쿠소케 본가 혈통을 제외하면 호조 아리토키(北條有時), 호조 마사무라(北條政村), 호조 도키스케(北條時輔), 호조 무네마사(北條宗政), 호조 도키카네(北條時兼)까지는 호조 집안이지만 유일하게 한 명만 문필 집안이 섞여 있다. 죠오 원년(1222년) 9월 21일조에, 니카이도 유키마사의 손자로 훗날 만도코로의 집사가 되는 니카이도 유키모리(二階堂行盛)가 아들을 얻었다고 한 것이다. 이 아이가 바로 니카이도 유키타다(二階堂行忠)이며, 유키타다로부터 만도코로집사를 이어받은 것이 손자 니카이도 유키마사이다.

여기에 《아즈마카가미》의 편찬 추정 연대를 거듭 맞춰보면 후보의 필두로 떠오르는 것은 오오타 도키쓰라(太田時連)로, 문필가 집안으로서는 가장 노골적인 현창기사가 수록되어 있는 미요시 야스노부의 자손이자 에이닌 원년(1293년)부터 겐코 원년(1321년)까지 몬쥬쇼의 집사를 지냈던 인물이다. 어쩌면 그 시기 요리아이쥬(寄合衆)였을 가능성도 있다.
다음으로는 니카이도 유키마사이다. '베이스가 되는 필록'의 저자 물망에 오른 니카이도 유키마사, 유키미쓰, 그리고 탄생 기사에 등장하는 유키모리, 유키타다의 계통인 니카이도 시나노가(二階堂信濃家)로 이 시기에 해당하는 것은 유키마사이며, 유키마사는 쇼오 3년(1290년)에 유키타다가 죽은 뒤 22세의 나이로 만도코로의 집사로 취임했는데, 3년 뒤에 일어난 헤이젠몬의 난(平禪門-亂) 직후에 파면되어 거의 10년이나 지난 겐겐(乾元) 원년(1302년)에야 만도코로의 집사로 복귀했고, 이때를 즈음해 요리아이쥬로 취임했을 것으로 보인다.
오오에씨 집안 인물로는 나가이 무네히데(長井宗秀)가 해당해, 에이닌(永仁) 3년(1295년) 무렵부터 요리아이쥬의 인물로 등장한다.
이들 세 명이 막부의 주요 기록에 나란히 등장하는 것은 니카이도 유키마사가 만도코로 집사로 복직한 1302년이다.
물론 '베이스가 되는 필록'에는 나카하라 모로카즈 · 모로쓰라 부자도 거론되고 있으며, 그 자손으로서 당시 정권의 중추에 있었던 셋쓰 지카이타(津親致)나, 미요시씨 집안의 야노 도모카게(矢野倫景), 호조씨로는 가네자와 사다아키나 호조 도키무라(北條時村)로부터 적어도 사료 제공은 상당수 이루어졌을 것으로 보이지만 어느 정도까지 편찬에 관여했는가에 대해서는 확실하지 않다.

## 아즈마카가미의 편찬 의도와 배경

### 편찬 의도 그리고 선례(先例)
와다 히데마쓰는 1912년에 발표한 「아즈마카가미 고사본고」에서, 《아즈마카가미》 편찬 의도에 대해 「막부의 기록을 통일하여 선례 조사의 기관에 대비하고, 또한 막부가 개창 이래 오랜 시간이 지나 역대 쇼군의 실기를 편찬할 필요성이 있었기 때문」이라고 추정했다.
가마쿠라 시대 후기부터 교토나 가마쿠라에서 나타나는 '가업' 내지 그 '가업'의 고정화는 선례를 중시하는 「유직고실」의 세계이며, 헤이안 중기 이후의 조정처럼 이 시대의 가마쿠라 막부도 '전례'를 중시하기 시작했다. 마스다 소오는 1977년의 「아즈마카가미, 의 전래에 대해」에서 그러한 '선례'의 구체적인 사례로서 교토로 돌려 보내진 3대 쇼군의 가마쿠라 퇴출 장면을 들고 있다. 《아즈마카가미》보다 이후의 시대에 해당하는 무네타카 친왕의 아들 7대 쇼군 고레야스 친왕(惟康親王)의 귀경은 가마쿠라 중기에서 후기 사이에 서술된 기행문 《도하즈가타리》(とはずがたり)에 그려지고 있어 그 전의 3대 쇼군처럼 일단 사스케가타니(佐助ヶ谷)에 갔다가 거기서 교토로 출발하지만, 쇼군을 고쇼에서 내보내면서 "선례입니다"라며 쇼군을 사카사고시(逆輿)로 태웠다고 적고 있어, 마스다는 이 사카사고시 뿐 아니라 쇼군을 폐위할 때의 일정한 관행이 이미 확립되어 있던 것은 아닐까 추정했다.

### '집안'(家)의 탄생
그러한 막부의 중추 사무관료의 실무적 요구에 더해, 고미 후미히코는 "혼란스럽던 시대에 과거의 역사를 돌아볼 필요성이 있었다"는 것과 동시에 "자신의 가계를 확인하여 그 정통성을 주장할 필요로부터도 《아즈마카가미》의 편찬은 필요했음에 틀림없다"고 말하고 있다.
헤이안 시대 후기인 인세이기에 형태를 이루기 시작한 '집안'이라는 개념이, 교토의 구게 사회에서는 가격(家格)의 형성, 가업ㆍ가직(家職)의 고정뿐 아니라 집안 대대로 전해 내려오는 가예(家藝)의 고정에까지 이르렀고, 무가 사회도 그렇게 될 수밖에 없는 요인을 떠안고 있었다. 세대를 거듭하면서 분할 상속에 의한 고케닌들의 영세화가 그것이다. 이러한 상황에서의 자기 보신(保身)이 적남에 의한 단독 상속에의 경사, '집안' 내지 '가독(家督, 상속자)'의 확립으로 나타난다. 더불어 도쿠소 종가의 확립과 이를 둘러싼 호조 집안 서출들의 가격 형성, 문필 집안에서는 그 이상의 가격ㆍ가직의 고정화가 시작된다.
《아즈마카가미》 편찬 시기에 가마쿠라 막부의 정책을 결정하고 있던 것은 요리아이쥬의 사람들인데, 그 구성을 알 수 있는 단서로는 에이닌(永仁) 3년(1295년)의 오오타 도키쓰라(太田時連)의 기록 《에이닌산넨기(永仁三年記)》나 오초(應長) 원년(1309년)에 작성된 가나자와 문고의 고문서 등이 있다. 여기에 겐겐(乾元) 원년(1302년) 당시의 히키쓰케토인(引付頭人) 구성 등에서 주요 요인을 더해 각각의 집안들이 《아즈마카가미》 안에서 어떻게 다루어지고 있는지를 살펴 보면, 호조 일문의 호조 모로토키(北條師時)ㆍ호조 도키무라(北條時村)와 그 손자 호조 히로토키(北條煕時), 오사라기 노부토키(大佛宣時, 호조 노부토키)와 그 아이 오사라기 무네노부(大佛宗宣), 가네자와 사다아키(金澤貞顯), 후온지 모토토키(普音寺基時, 호조 모토토키) 등의 선조는 《아즈마카가미》 안에서 탄생 기사나 현창 기사가 제대로 자리잡혀 있음을 알 수 있다. 예외는 본래 본종가인 도쿠소케 다음으로 집안 품격이 높았을 아카하시 가(赤橋家)지만, 아카하시 요시무네(赤橋義宗)가 겐지(建治) 2년(1277년)에 사망하고 그의 적남 아카하시 후사토키(赤橋久時)는 그 때 다섯 살에 불과했고, 《아즈마카가미》 편찬의 중심 시기로 보이는 무렵에는 아카하시 가문 사람으로 요리아이쥬를 맡은 사람은 나오지 않았다.
실무 관료로서는, 에이닌 3년(1295년)의 요리아이 출석자에 오에 집안의 나가이 무네히데, 니카이도 유키후지(二階堂行藤), 미요시 집안의 야노 도모카게 등이 보이고 있어 겐겐 원년 11월쯤에는 니카이도 유키후지의 후임으로 니카이도 유키마사가 더해졌다고 추정되지만, 이들 세 집안의 선조에 대해서는 이미 본 대로이다. 오초 원년의 요리아이쥬로는 그 밖의 인척으로 아다치 도키아키(安達時顯), 도쿠소케 출신으로 임명된 관인으로 나가사키 다카쓰나(長崎高綱)ㆍ비토 도키쓰나(尾藤時綱) 등이 보인다. 겐겐 원년 당시의 막부 요인 가운데 도쿠소케 출신으로 임관된 자는 나타나지 않지만 배후에서 도쿠소케를 지탱하는 존재였다. 나가사키 집안의 시조인 다이라노 모리쓰나(平盛綱)에 대해서는 《아즈마카가미》에 그를 칭송하는 기사가 있으며 비토 집안은 호조 야스토키의 대에 최초의 집사로서 기록되고 있다. 즉 1302년을 전후해 막부나 도쿠소케를 지탱하는 주요 멤버의 '집안' 형성이 《아즈마카가미》에 반영되어 있음을 알 수 있는 것이다.

### 편찬된 해의 시대적 배경
편찬 연대로 추정되는 1300년경은 호조 본종가, 즉 도쿠소케의 전제정치가 이루어지던 시대였다. 무라이 쇼스케(村井章介)는 "이 시기의 가마쿠라 막부는 앞으로 나아가야 할 방향에 대해 갈피를 잡지 못하고 있었다"고 설명하고, 뒤이어 다음과 같은 사실을 지적한다.
- 고안(弘安) 7년(1284년) 4월에 싯켄 호조 도키무네(北條時宗)가 34세의 젊은 나이로 병사했을 때, 적남 사다토키(貞時)는 아직 어렸고, 외척과 도쿠소케 출신의 관인, 막부의 최고위 사무관료로 이루어진 '요리아이'가 도쿠소케의 권력을 대행하는 최고 결정 기관이 되었다. 그러나 그러한 권력 투쟁 와중인 고안 8년(1285년) 11월에 이르러 외척 아다치(安達) 집안이 멸망하고(시모쓰키 소동) 쇼오(正應) 6년(1293년) 4월에 일어난 '헤이젠몬의 난'에서는 장성한 9대 싯켄 사다토키가 도쿠소케의 집사이자 나이간레이(內管領)였던 다이라노 요리쓰나(平賴綱)를 토벌한 뒤, 사다토키를 떠받든 호조씨 서류 계통의 명문들과 막부의 실무 관료들이 막부의 주도권을 쥐게 되었다.
- 에이닌 5년(1297년)에는 '에이닌의 덕정령'이 반포되었다. 막부의 기반은 고케닌이었지만, 이 시기에는 대를 내려오며 거듭된 분할 상속제로 중소 고케닌은 영세화하고, 화폐 경제의 발달로 영지를 아예 내버려두는 사람까지 많아, 막부에 대한 '봉공'도 제대로 이루어지지 않았다. 이에 대해 내린 것이 '에이닌의 덕정령'이었고, 영지를 내버려두는 것을 금지하고 버려진 영지도 예전 상태로 되돌린다는 이 덕정령의 목적은 고케닌 체제의 유지에 있었다.[24] 이렇게 앞으로의 방향이 보이지 않는 와중에 《아즈마카가미》의 편찬이 이루어졌던 것이다.
- 1304년 7월 이전에 《아즈마카가미》 편찬은 미완인 채로 정지되었다고 여겨지지만, 고미 후미히코는 "느긋하게 역사를 되돌아보기에는 현실의 역사 쪽이 자꾸자꾸 급격히 동요하고 있었고, 더 이상 되돌아보고 있을 겨를조차 없게 된" 까닭이 아닐까 추정했다.[25] 가겐(嘉元) 3년(1305년)에는 노부토키(宣時)의 뒤를 이어 렌쇼가 된 또 한 사람의 중진 호조 도키무라(北條時村)를, 도쿠소케 출신의 관인과 일부 고케닌들이 살해한다(가겐의 난). 《보력간기》에 따르면 난의 범인은 호조 무네카타(北條宗方)로 여겨지지만 사태는 그만큼 단순하지 않고, 오히려 도쿠소케의 사다토키와 그 측근이었던 무네카타 등과 요리아이쥬 내부의 호조씨 서류 계통의 대립에 의한 항쟁이며, 결과적으로 사다토키 측이 패배했다는 견해도 있다. 앞에서 '미완 상태로 중단'되었다고 보는 이유 가운데 하나로는 요리토모 쇼군기의 마지막 3년이 없는 것을 들 수 있다. 가마쿠라 시대 말기부터 남북조 시대까지 가나자와 문고에서 작성한 것으로 보이는 목록에 빠진 권수는 이 3년을 포함하고 있다. 세월이 흐르면서 흩어 없어졌기 때문인지 처음부터 편찬되지 않았던 것인지에 대해서는 어느 쪽도 확실한 증거가 남아있지 않지만, 마스다 소오는 "처음부터 편찬되긴 했었는지조차 의심스럽다"[26]는 견해를 보이고 있다.

## 아즈마카가미의 여러 사본
통상 《아즈마카가미》는 가나자와 문고에 포함되어 있던 원본이 오다와라(小田原)의 고호조(後北條) 집안을 거쳐 최종적으로 도쿠가와 이에야스의 손에 들어온 것으로 여겨지지만, 현재의 일본 학계의 연구에서는, 꽤 이른 시기에 이미 흩어져서 무로마치 시대에는 이미 '완질' 형태로는 전해지지 않고 단편적인 '발췌본'이나 수년분이 빠진 '결본' 형태로 전해진 것이 대부분이었을 것으로 보고 있다. 이들을 한 곳에 모으고, 42권 또는 43권까지 수집하여 보정한 것이, 호조본은 도쿠가와 이에야스, 깃카와본은 미기타 히로아키(右田弘詮)의 손으로 넘어가게 되었고, 거기서 더욱 결손된 부분의 수집을 통해 현재와 같은 51권(혹은 48권)이라는 형태로 복원되어 갔다고 한다.

### 호조본(北條本)
가장 일반적인 텍스트로서, 1933년(쇼와 8년)에 편찬된 「신정증보국사대계」(新訂增補國史大系)의 저본이 되기도 한 책이다. 고호조 집안이 소장하고 있던 사본으로, 덴쇼(天正) 18년(1590년)에 도요토미 히데요시(豊臣秀吉)의 오다와라 공격 때, 호조 우지나오(北條氏直)를 설득해 성을 열도록 한 구로다 죠스이(黑田如水)가 가져온 것을, 죠스이의 아들인 나가마사(長政)가 게이쵸(慶長) 9년(1604년)에 도쿠가와 집안에 바친 것이라는 것이 통설이다. 하지만 이에야스에 의한 《아즈마카가미》의 고활자본 개판 준비는 이미 게이쵸 6년(1603년)에 시작되어 있었으므로 이 설은 현재는 부정되고 있다.
현존 호조본 《아즈마카가미》의 서지 분석을 보면 32권은 낡은 닥종이 용지였고 그 낡은 닥종이 용지보다 좀 더 새것인 수선사지(修善寺紙)라는 종이를 보충한 것이 10권, 그리고 수선사지만으로 이루어진 한 권, 합쳐 총43권을, 이에야스는 1603년(게이쵸 8년) 이전, 어쩌면 게이쵸 이전(1596년 이전)에 모두 손에 넣었다고 여겨진다. 그 뒤 수집을 통한 증보를, 앞서 입수하고 있었던 것과 같은 서식으로 베껴쓰게 한 것이 백지에 가까운 종이를 이용한 8권이며, 그 추가 수집과 함께 고활자본 개판의 준비가 진행되고 있었던 것으로 보인다.
구로다 나가마사가 바칠 당시에는 몇 권이었는지 알 수 없지만, 백지에 가까운 새 종이(수선사지)를 가지고 8권을 증보하는 과정에서 《아즈마카가미》복원을 위한 '기록 조합'에 이용되었을 것으로 생각된다. 즉 '호조본'이라 불리는 사본은 '옛 호조본으로 보이는 사본' 즉 '전(傳) 호조본'이며, 고호조 집안으로부터 처음 전해질 당시의 실물은 어디에도 존재하지 않고, 이에야스의 명으로 증보된 사본 안에 필사된 원자료의 일부에 지나지 않는다는 이야기가 된다.
이에야스가 개판한 것은, 게이초 10년(1605년)에 출판된 게이초 고활자본(후시미판)이며, 겉표지나 판심(版心)에는 '東鑑'이라고 적고, 안에는 '신간(新刊) 아즈마카가미(吾妻經)'라고 적혀 있어, 쇼코쿠사(相國寺)의 중흥조 사이쇼 죠타이(西笑承兌)의 발문이 있다. 간에이판은 간에이(寬永) 3년(1626년)에, 앞서 게이초 10년에 인쇄한 고활자본을 바탕으로 난해한 문장을 정정해 가나를 부기한 《아즈마카가미》 보급을 목표로 인쇄한 것이다. 여기에 하야시 도슌(라잔)의 발문이 더해져 《아즈마카가미》의 유래를 이해할 수 있도록 했다.
호조본의 원본은 이에야스 사후, 에도성 내의 모미지야마 문고에 수장되었고 현재는 일본 국립공문서관장에 옮겨져 있으며 중요문화재로 지정되어 있다. 앞서 소개한 「신정증보국사대계」는 이 '호조본' 《아즈마카가미》를 저본으로 삼아 후술할 '시마즈본(島津本)'을 참조로 보충한 「아즈마카가미 탈루」를 더했고 '깃카와본'도 교합에 이용했다.

### 시마즈본(島津本)
권두에 실린 계도를 따르면 덴분(天文) 연간(1532년 - 1555년)의 사본으로 추정되고 있지만, 모든 《아즈마카가미》 목록에 없는(호조본에도 실려있지 않은) 3년분이 포함되어 있는 것 등을 볼 때 덴분 이후로도 수집과 보정이 계속 진행되었다고 보여진다. 게이안(慶安) 3년(1650년)에 막부에 헌상되었는데, 현재 시마즈 집안의 문서로 남은 것은 그때의 부본으로 여겨진다. 막부에 헌상된 시마즈본은 현재 행방불명 상태이며, 그 중에서 도쿠가와 집안 소장본(이른바 '호조본')에도 빠져 있던 3년분이 간분(寬文) 8년(1668년)에 《아즈마카가미 탈루》(吾妻鏡脫漏)로서, 거듭 호조본 11권과의 차분(差分)을 더한 《아즈마카가미 탈찬》(吾妻鏡脫纂)이 엔포(延寶) 7년(1679년)에 목판본으로 출판되었다.

### 깃카와본(吉川本)
현존하는 《아즈마카가미》 사본 가운데 가장 우수한 것으로 주목받는 사본이다. 오우치(大內) 집안의 중신이었던 스에(陶) 집안의 일족인 미기타 히로아키(스에 히로아키)에 의해 수집된 것이다. 미기타 스에아키는 분키(文龜) 원년(1501년) 무렵에 그 사본 42첩을 손에 넣었고 몇 사람의 서기를 고용해 이를 베껴쓰게 하여 비장했다. 그러나 거기에는 20년이 넘는 분량의 결핍이 있었고, 히로아키는 그 후 결핍된 부분 중 5첩분을 간신히 손에 넣어 처음 베낄 때와 같은 형식으로 베껴쓰게 하고 그 목차도 겸한 연보 한 첩을 더해 다이에이(大永) 2년(1522년)에 전48첩으로 마무리지었다. 오우치 집안이 멸망하면서 모리 모토나리(毛利元就)의 아들인 깃카와 모토하루(吉川元春)의 손에 옮겨져 이후 깃카와 집안에 전해지게 되었다. 오늘날까지 깃카와 자료관(吉川資料館)에 소장되어 있으며 일본의 중요문화재이다.
호조본에는 있는 간겐 4년, 겐쵸 3년, 겐쵸 7년분이 빠져있기는 있지만, 또한 호조본에는 없는 탈루된 3년분의 일부분이나마 모두 포함하고 있고, 그 밖에도 사건 단위로 수백 개 분량의 호조본에는 전해지지 않는 부분들을 수록하고 있다. 호조본과 비교할 때 기도나 제례에 관한 기사가 많고, 또 전반부의 경우 대부분 일치하지만 후반부에서는 조금씩 차이를 보인다. 때문에 와다 히데마쓰는 「아즈마카가미, 고사본고」에서 호조본 등의 원류인 가나자와 문고본은 절략본이며, 깃카와본은 그보다 앞선 편집 도중의 판을 베이스로 한 사본이라고 보았다. 오늘날 이른바 '호조본'은 앞서 말한 대로 '전(傳) 호조본'에 불과하며, 오늘날에는 와다의 이러한 주장이 근거를 잃고 있긴 하지만, 야시로 구니지와 함께 "편찬 도중 첨삭이 더해지기 이전 단계를 그려볼 수 있게 하는 깃카와본의 사료적 가치는 호조본보다 뛰어나다"고 평가한 것은 오늘날에도 긍정되고 있다.

### 구로카와본(黑川本)
《군서유종》(群書類從)을 편찬한 하나와 호키치(塙保己一)의 '화학강담소온고당(和學講談所溫古堂)'이라는 장서인이 찍혀 있다. 목록 마지막에 '오에이(應永) 11년 갑신(1404년) 8월 25일 가나자와 문고 본서지(應永十一年甲申八月二十日金澤文庫御本書之)'라고 적혀 있어, 오에이 11년에 가나자와 문고본에서 필사한 것을 더 필사한 것으로 보인다. 다이쇼 시대에 구로카와 신도(黑川眞道)가 소장하고 있었다 하여 구로카와본으로 불리지만 그 뒤 소실되어, 현재는 일본 도쿄대학 사료편찬소에 그 목록 부분의 영사된 사진만 남아 있다.

### 발췌ㆍ결본류
집성본으로 분류되는 사본 가운데 주요한 것으로 꼽히는 것은 앞서 설명한 호조본, 깃카와본, 시마즈본의 3점이지만, 그 밖에 발췌ㆍ결본된 부분을 모은 사본 종류로는 마에다육덕회 존경각문고(前田育德會尊經閣文庫)에 소장된 오에이(應永) 13년(1406년)에 작성된 발문이 있는 「산밀왕래」(山密往來)의 이면지에 주에이 3년(1184년) 4월 6일조에서 동년 12월 16일까지 아홉 달에 조금 못 미치는 분량의 발췌본이 발견되고 있어 사본 가운데 가장 오래된 것으로 꼽히고 있다(현재 일본의 중요문화재). 또한 마에다 집안에는 포지상서(包紙上書)에 「분지(文治) 이래의 기록」이라 쓰여진 분지 3년(1187년)부터 가로쿠 2년(1226년) 사이의 야부사메(流鏑馬) 등 무예 관계기사 43일분을 발췌한 것도 남아 있다. 이밖에 일본의 황족이었던 후시미노미야 집안 소장본인 후시미노미야본은 17일분 기사의 초본이다. 센고쿠 시대의 승려 산조니시 긴에다(三條西公條)에 의해 필사된 것으로 보이는 산조니시본은 50일 전후의 기사를 두 종류 가지고 있으며 여기에는 중복되는 기사도 있다. 세이겐죠본(淸元定本)이라 불리는 사본은 무로마치 막부의 부교(奉行)였던 기요하라 모토사다(淸原元定)가 필사한 것으로 4권에 106정이다. 집성본은 이러한 발췌 및 결본된 계열의 사본들을 미기타 히로아키 또는 도쿠가와 이에야스가 힘써 모은 것으로 보여지고 있다.

## 역사 자료로서의 가치
메이지 이후의 일본사 연구자들은 이 《아즈마카가미》의 역사 자료로서의 가치에 대해 다음과 같은 평가들을 내리고 있다.
호시노 히사시(星野恒)
그가 1889년의 「사학 잡지」창간호에 실은 「아즈마카가미고」(吾妻鏡考)는 일본 근대 역사학에 있어서의 《아즈마카가미》 연구의 출발점이 되었다. 여기서 호시노는 《헤이케 이야기》등의 《이야기》와는 달리 《아즈마카가미》는 가마쿠라 막부의 '일기'이자 신용할 수 있는 자료, 그리고 막부 기록의 효시이며, 무가의 제도와 법령ㆍ정치ㆍ경제를 이해하는데 없어서는 안 되는 사료라고 평가했다.
하라 가쓰로(原勝郞)
호시노의 평가에 대해 하라 가쓰로는 《아즈마카가미》의 기사들이 비교적 정확하고 당대의 사실에 대한 많은 자료를 공급하고 있다는 점은 인정하지만, 적어도 《아즈마카가미》 전반부는 '일기'라고 볼 수 없으며, 전면적으로 신용하는 것에 대해서는 의문을 던진다. 그는 《아즈마카가미》의 사료로서의 가치는 주로 슈고ㆍ지토제를 비롯한 가마쿠라 막부의 다른 법제들과 관련된 사실에 있다고 보았다. 이들 대부분은 만도코로나 몬쥬쇼에서 종사했던 많은 사람들의 필록 또는 그 외의 기록일 것이고, 여기에 정치적 곡필이 비집고 들어갈 가능성은 적겠지만 호조씨를 정당화하기 위한 곡필이 많아 정치사의 재료로서는 신빙성이 높은 직접사료로 보기 어렵다고 했다.
와다 히데마쓰(和田英松)
하라 가쓰로보다 더 나아가, 전반부는 물론 전체 부분이 후세의 편집물이고 '리얼 타임'의 '일기'는 아니라고 보았다. 하지만 가마쿠라 중엽 막부가 공사의 일기 문서를 모아 편찬한 것으로 사료로서의 가치는 일기만큼은 못해도 높다고 평가한다. 또한 편찬 의도에 대해, 막부의 기록을 통일하고, 선례 조사의 기관에 대비하기 위해서가 아닐까 추정했다.
야시로 구니지(八代國治)
야시로 구니지는 「아즈마카가미, 의 연구」에서 와다와 마찬가지로 《아즈마카가미》 자체가 후세의 편집물이라 보았고, 나아가 '편집 과정의 오류', '산 자와 죽은 자의 혼동' 및 '위조문서의 여과없는 채록' 등 '기사의 오류'를 철저히 지적하였다. 또한 하라 가쓰로와 마찬가지로 정권 투쟁사에 관한 사료로서는 1급 사료로서 신용하기는 어렵다고 보았다. 그런 한편으로 막부의 만도코로ㆍ몬쥬쇼 및 관련자들의 일기ㆍ기록ㆍ문서 및 교토 구게들의 일기 등의 자료를 가지고 편찬한 부분이 대부분이며, 편찬 방식도 굉장히 투박한 나머지 원본 기록을 있는 그대로 베껴다 쓰면서 '첨삭'을 더하지 않아, 곡필이나 위조문서, 의도적인 찬양기사만 주의깊게 살펴 배제한다면 가마쿠라 시대를 연구하는 근본 자료로 《아즈마카가미》에 필적할 것은 없다고 평가했다.
사토 신이치(佐藤進一)
다이쇼 쵸기의 와다 히데마쓰나 야시로 구니지의 연구 이후, 패전 뒤인 1955년의 사토 신이치 등이 펴낸 「중세법제사료집」에서는 「대응 자료를 찾아낼 수 없는 경우 《아즈마카가미》를 채록하지 않고, 훗날의 연구를 따른다」는 매우 신중한 태도를 보이고 있다. 이는 야시로가 지적했던 '(앞서 소개한) 오류를 찾아내고 잘못된 기록을 배제한다'는 작업이 얼마나 어려운가를 보여준다.(실제로 일본에서 《아즈마카가미》의 기술을 근거로 슈고ㆍ지토 제도의 성립을 1185년으로 보았던 설은 「중세 법제 사료집」이 편찬되고 시간이 훨씬 지난 뒤에 뒤집혔다.)
마스다 소오(益田宗)
호조본 《아즈마카가미》라는 것에 대해서도 마스다 소오는 "이른바 호조본"에 지나지 않으며, 현존하는 《아즈마카가미》의 사본은 흩어진 것을 모은 것이고 이들 사본의 본문이 어디에서 온 것인가를 두고 토론하는 것은 천착이라고 지적했다. 또한 야시로 구니지의 편찬 2단계설을 부정하면서 14세기 초두에 성립되었다고 주장하고, 당시 막부의 사무관료에 의해 수집된 여러 종류의 원사료를 저본으로 했다고 봐야 하며, 같은 이유로 당시 교토나 서쪽 지방에서 일어난 일들은 빠진 부분이 많은 점을 들었다. 또 그 편찬 시기 이전에 이미 호조씨 본종가의 전제정치 시기였기에 '호조씨를 의도적으로 찬양한 기록'도 있다는 점은 주의가 필요하지만, 그 곡필이 꼭 편찬자의 손으로 이루어진 것이라고만 볼 수는 없으며 처음 편찬되던 시점부터 편찬자 자신이 그렇게 들었거나 모아들인 사료에서부터 이미 그렇게 쓰여 있었다고 보는 것이 올바를 것이라고 한다. 그러나 그러한 단점도 단점 나름대로의 가치를 가지는 것이고 굳이 이 책의 가치를 낮출 필요는 없으며 가마쿠라 막부의 연구, 나아가 무가 사회에 대한 해명에 빠질 수 없는 문헌이라고 평가한다.
고미 후미히코(五味文彦)
가장 최근의 《아즈마카가미》와 관련해 가장 큰 성과는 고미 후미히코에 의해 이루어졌는데, 고미 후미히코는 「중세법제사료집」의 태도를 소개하면서, 그런 한편으로 《아즈마카가미》는 실로 무가 시대의 법령에 관한 자료를 풍부하게 포함하고 있다고 보았다. 그는 원사료의 출처를 알 수 있다면 편찬 본연의 모습이나 오류 본연의 모습도 자연스럽게 알게 될 것이며, 야시로가 저서의 마지막에 언급한 것처럼 가마쿠라 시대의 근본 자료로서 유익한 정보를 추출할 수 있을 것이라고 하였다.

## 일본 국외로 전해진 아즈마카가미
한국인으로써 《아즈마카가미》를 읽어본 것으로 알려진 연대가 가장 오래된 인물은 조선 중기의 유학자로 그 자신이 일본에 포로로 끌려갔다가 돌아온 수은 강항이다. 강항은 《아즈마카가미》라는 책의 제목에 대해서 "나의 잘잘못은 곧 나의 아내를 통해 드러나므로 나의 아내를 보면 나의 잘잘못을 알 수 있다"는 의미에서 '아즈마카가미'라는 제목이 붙은 것이라고 설명하고 있으며, 아즈마카가미를 읽고 강항은 "일본이 원래는 우리 나라와 풍속이 별반 다를 것이 없이 평화로워 '수천 리의 한 낙국(樂國)'을 이루었는데, 관동장군(關東將軍) 요리토모가 전쟁을 일삼은 이래로 하나의 전국(戰國)을 이루었다"며, "요리토모에서부터 일본 센고쿠 시대의 혼란이 비롯되었다"고 말하고 있다.
이후 조선의 실학자 이덕무의 문집인 《청장관전서》 '앙엽기'6에서, 이규경이 지은 백과사전인 《오주연문장전산고》 권68 경사편4 경사잡류2 전적잡설 '고금서적명목변증설' 및 같은 책 권50의 경사편4 사적류1 사적총설 '고사·통사·통감강목·제가사류·사론·중국 사람이 기록한 동국의 사실, 동국 제가의 사류에 대한 변증설 부 유구·일본·안남·회부 등 여러 나라 역사의 변증설'에서 《아즈마카가미》의 이름을 언급하고 있다.
중국에도 《아즈마카가미》가 전해졌는데, 명말청초의 고증학자 주이준(朱彝尊)의 문집 《폭서정집》권44에 '발오처경'이라는 글이 수록되어 있다. 그에 따르면 주이준이 얻어본 판본은 게이초 10년(1604년)의 서문과 간에이 3년(1624년)에 하야시 도슌이 쓴 후서가 붙어 있는 호조본 《아즈마카가미》였으며, 중국인이었던 주이준에게는 순한문도 아닌 일본어 어투의 문체로 되어 있는 《아즈마카가미》를 읽는 것이 어려웠기 때문에 이를 보완하고 참고로 삼기 위해서 조선의 신숙주가 쓴 《해동제국기》를 참조하였다고 한다.
이후 중국과 일본 모두에서 《아즈마카가미》에 대한 교감 시도가 일어나게 되었고, 가경(嘉慶) 19년(1814년) 고증학자 옹광평(翁廣平)이 일본의 역사서 수십 종을 참조해서 《오처경보》(吾妻鏡補)를 지었다. 또한 청 왕조 말기의 황준헌(黃遵憲)은 《아즈마카가미》를 읽고 일본국지서성지감(日本国志书成志感)이라는 시를 짓기도 하였다.

## 참고 문헌

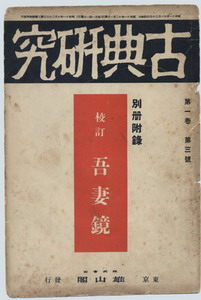
쇼와 초기에 아즈마카가미 특집을 기획한 일본의 학술 논문집 「고전연구」(古典研究) 제1권 3호. 쇼와 초기의 《아즈마카가미》 연구 상황을 망라적으로 파악할 수 있다.

### 참조주
1. ↑  변체 한문의 일종으로 한문체가 현저하게 무너진 당시의 일용문체.
2. ↑  싯켄의 보좌역으로 싯켄 다음 가는 중직. 보통 호조 일문의 유력자가 맡았으며, 한때 싯켄과 맞먹는 지위로 꼽히기도 했다. 가마쿠라 막부 초기 쇼군 휘하의 싯켄과 렌쇼들 사이의 합의를 통해 이루어지던 합의제 정치상황에서 나온 관직이다.
3. ↑  일본의 덕정령은 일종의 채무 소멸 즉 '빚 탕감' 정책으로, 고케닌의 영지를 매매하거나 담보로 하는 것을 금지하고, 이미 매매되거나 담보로 잡힌 문서에 대해서는 이전 주인이 그대로 갖도록 한다는 조항이 있었다. 다만 막부가 정식으로 양도 및 매각을 인정했거나 영지를 받은 이가 그것을 영유한지 20년이 지난 것은 제외했으며, 고케닌이 아닌 평범한 무사, 서민(농민, 상인)이 사들인 땅은 그 연한에 상관없이 이전의 영주가 소유권을 갖도록 되어 있었다.
4. ↑  가마쿠라 시대 이후 주군이 휘하에 가신으로 거느린 무사들에 대해 영지 및 관직 등을 보증하고자 발행한 문서. 안도란 '보증'이란 뜻이다. 가마쿠라 시대에는 집안의 총령에게는 하문(下文), 서자에게는 이보다 격을 낮춘 하지장(下知狀)을 문서 서식으로 삼아 발급하였다. 주로 무가에서 많이 발급했지만 '치천의 군'인 상황의 이름으로 발급되기도 했으며, 매매나 상속ㆍ기증 등에 의해 토지의 권리가 이전되는 경우에도 기존의 권리자가 갖고 있던 안도장을 함께 양도하여 권리 이전의 증명을 삼았고 주군측은 그것을 토대로 새로운 권리자에게 안도장을 발급했다. 가겐 3년(1303년)에 작성이 중단되었으나 무로마치 막부 이후 다시 작성되었다.
5. ↑  지바씨 집안에서 그들의 선조를 현창시키는 것은 묘견 신앙(妙見信仰)이나 겐페이 투쟁록 등 다른 씨족에게는 유례가 없을 만큼 강한 측면이 있는데, 노구치 마코토(野口実)는 『中世武家系図の史料論』에 실린 「千葉氏系図の中の上総氏」 등의 논문 속에서 그 배경을 가즈사 지바 씨가 훗날 호지 합전에 연좌되어 멸망하고 서자 가문들이 분립하고, 나이 어린 당주의 등장으로 집안이 흔들리는 와중에 정신적인 일족 통합이 필요했기 때문이라고 말하고 있다.
6. ↑  다른 사람의 유갈을 본인의 유갈로 소개하는 것은 후세 사료에서는 흔한 일이었다고 알려져 있다. 그 사례로 《후소고산기》(扶桑五山記)에 실려 있는 선승 란케이 도류의 유갈도 《묘감》의 그것과 같은 내용의 유갈이 사용되고 있다. 물론 난케이 도류 본인이 다른 사람의 유갈을 도작한 것이 아니고 본인의 유갈은 따로 존재한다.
7. ↑  《손자병법》11 구지편에 "전투가 시작되기 전까지는 처녀처럼 조용하고 침착하고 조심하여 적의 경계심을 늦추어 문을 열게 만들고, 전투가 시작되면 마치 덫에서 벗어난 토끼처럼 재빠르게 출동하여, 적이 미처 저항하지 못하게 만든다"(始如處女 敵人開戶 後如脫兎 敵不及拒)는 구절에서 나온 것으로, 싸움이 시작되기 전에는 조용하고 조심스럽게 행동하여 수줍은 처녀처럼 보이면 적도 마음을 놓고 대비를 허술하게 한다. 그래서 이 틈을 타고 덫에서 풀려진 토끼처럼 잽싸게 쳐들어가면 적은 아군을 막아내지 못하게 된다. 이를 위해서는 사전에 만반의 준비를 다하여 힘을 집중해 놓아야 한다는 것이다.[15]
8. ↑  가마쿠라 막부의 직책명. 고케닌들 사이의 영지 소송 재판의 신속성과 공정성을 도모하기 위해 겐쵸 원년(1249년)에 싯켄 호조 도키요리에 의해 설치되었던 히키부슈(引付衆)의 책임자. 초기에는 유력 고케닌이 임명되었으나 점차 호조 집안의 젊은이들이 차지하게 되었고 효죠슈로 승진하는 출세 코스가 되었으며, 실질적인 소송 심리적 역할은 갈 수록 줄어들었다고 한다.
9. ↑  井上聡 ・ 高橋秀樹 등의 연구(『明月記研究』5　2000年)에 따르면 15세기 말부터 16세기 초두 무렵(분키 연간) 오리지널 42책이 서사되고 거기에 대해 교로쿠(享禄) ・ 덴분(天文) 연간(1528년부터 1554년까지) 무렵에 그 오리지널 사본에 시마즈 ・ 깃카와본 계통의 사본을 통한 교열이 이루어져, 거듭 다음 단계에서 시마즈본 계통의 사본에서 보충 서사되고, 그것을 이에야스가 게이초 이전(1596년 이전)에 입수한 것으로 추정하고 있다.